# Athlétisme
Vous lisez un « article de qualité » labellisé en 2008.
L’athlétisme (du grec ancien  ἀθλητής /  athlêtês, « participant à une compétition », dérivé de  ἆθλος  /  áthlos, « concours ») est un ensemble d’épreuves sportives codifiées comprenant les courses, sauts, lancers, épreuves combinées et marche. Il s’agit de l’art de dépasser la performance des adversaires en vitesse ou en endurance, en distance ou en hauteur. Les épreuves athlétiques, individuelles ou par équipes, ont varié avec le temps et les mentalités. L'athlétisme est l'un des rares sports universellement pratiqués, que ce soit dans le monde amateur ou au cours de nombreuses compétitions de tous niveaux. La simplicité, le caractère naturel et le peu de moyens nécessaires à sa pratique expliquent en partie ce succès. Les premières traces de concours athlétiques remontent aux civilisations antiques. La discipline s'est développée au cours des siècles, des premières épreuves à sa codification.
Le calendrier est dominé par quatre types d'épreuves : les meetings, les rencontres inter-clubs, les championnats nationaux et les grands rendez-vous internationaux. Les Jeux olympiques sont l'épreuve internationale la plus prestigieuse ; ils se tiennent tous les quatre ans depuis 1896 et l'athlétisme en est la discipline phare. Depuis 1982 la World Athletics (qui s'appelait encore l'association internationale des fédérations d'athlétisme - IAAF), organisme chargé de la réglementation 
et de la discipline, a assoupli ses règles pour mettre fin à l'amateurisme. Les premiers championnats du monde d'athlétisme ont été organisés en 1983, ils ont lieu tous les deux ans depuis 1991.

## Historique

### Antiquité

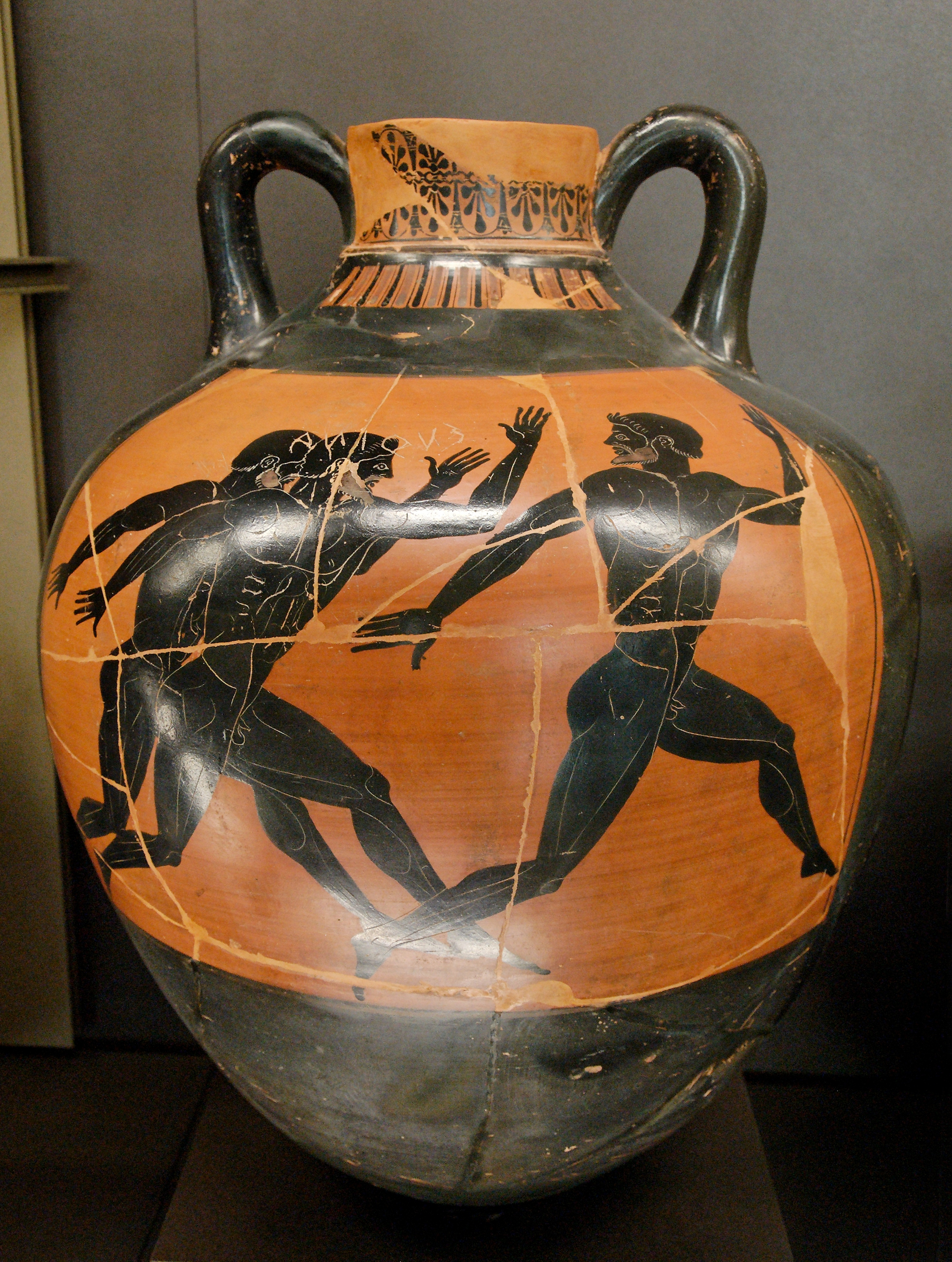
Course à pied, amphore panathénaïque du Peintre de Cléophradès, v. 500 av. J.-C., musée du Louvre (F 277)

Courir, lancer et sauter sont des gestes naturels et, de fait, le concept d'athlétisme remonte à des temps immémoriaux comme le confirment certaines peintures rupestres du paléolithique inférieur (60000 av. J.-C.) au néolithique montrant une forme de rivalité dans les courses et les lancers. Les sources deviennent plus précises en Égypte au XVe siècle avant notre ère, avec la référence écrite la plus ancienne se référant à la course à pied sur la pierre tombale d'Aménophis II (c. 1438-1412 av. J.-C.). À la même période, la civilisation minoenne (Crète) pratique également les courses mais aussi des lancers comme le javelot et le disque.
Les premiers concours sportifs grecs, appelés Agôn, se mettent en place au VIIIe siècle avant notre ère et l'athlétisme y tient une place importante. La course du Stade, sur une distance de 192,27 mètres, soit 600 fois la longueur du pied d'Héraclès, est l'épreuve de course la plus ancienne. De nouvelles épreuves apparaissent ensuite comme le double-stade ou diaulique, puis la course de demi-fond ou hippique et la course de fond ou dolique. Toutes ces épreuves sont des multiples de la distance de la course du stade. Le pentathlon, qui combine la course, le saut en longueur, la  lutte, le javelot et le disque est une autre discipline de l'athlétisme introduite au programme olympique avant la fin du VIIIe siècle av. J.-C.
Longtemps éclipsés par les Jeux olympiques, les Agôn sont très nombreux en Grèce. Ainsi, pas moins de 38 cités grecques organisent des Jeux olympiques (aussi appelées isolympiques pour les différencier des véritables Jeux se tenant à Olympie) et 33 des Jeux Pythiques (ou isopythiques), notamment.
Rome pratique l'athlétisme dans deux versions différentes. La première est d'inspiration étrusque (cursores), la seconde est une adaptation des disciplines grecques (athletae) qui sont pratiquées à Rome à partir de 186 av. J.-C.. Le stade de Domitien construit en 86 apr. J.-C. est entièrement consacré à l'athlétisme dit grec.
L'Irlande organise entre 632 av. J.-C. et 1169 des jeux comprenant des épreuves inconnues des Grecs comme le saut à la perche, le lancer du marteau et une forme de cross-country. Ces disciplines sont exportées en Écosse au IVe siècle lors de la migration des Scots. Ces jeux prennent racine en terre écossaise et deviennent les Highland games.

### Période classique (du Moyen Âge auXIXesiècle)

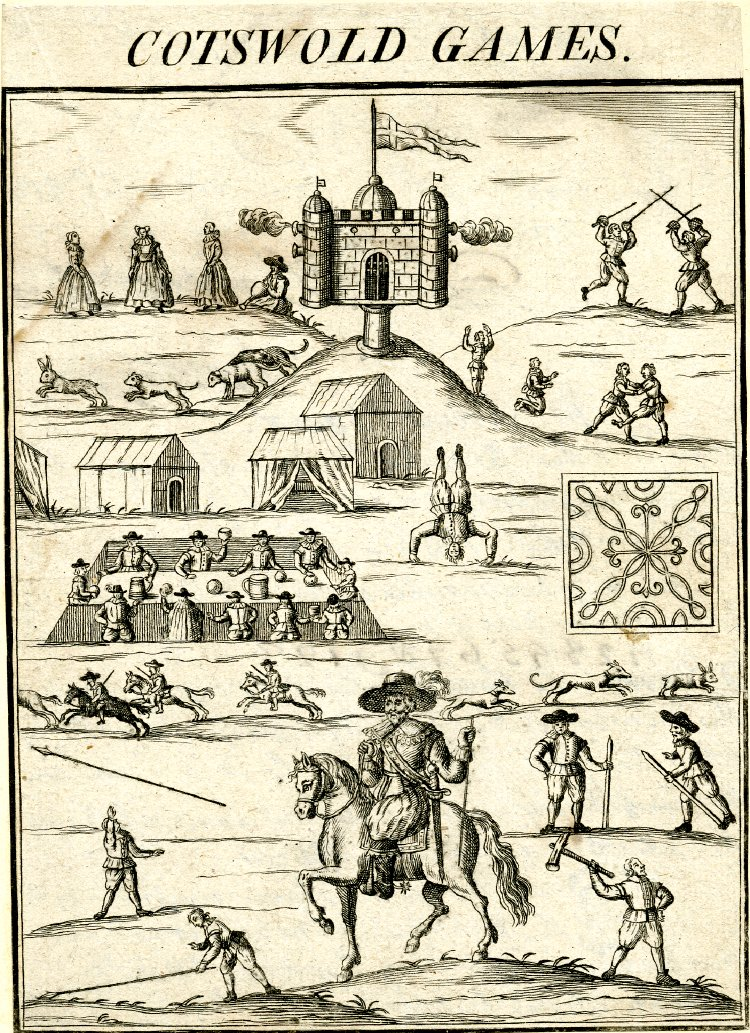
Les Jeux de Cotswold

Depuis le XIe siècle, des sources font état de courses à pied en Angleterre. L'engouement est tel que les autorités locales réservent un espace à ces compétitions en 1154 à Lord. La description d'un lancer de pierre figure dans les récits de Havelock le Danois en 1275. Par ailleurs, selon les historiens, le roi Henri II d'Angleterre fait installer des terrains de sport dans les environs de Londres pour la pratique du lancer du marteau de forgeron, le jet de la barre et de la pique, ainsi que des jeux de balle. À la même époque, la jeunesse londonienne se défie par le biais de courses interminables à travers la ville.
En 1365, le roi Édouard III édicte le premier d'une longue série de textes interdisant la quasi-totalité des pratiques sportives, en dehors du tir à l'arc pour des raisons militaires. Les courses et les sauts figurent déjà dans la liste des sports interdits. Les concours persistent, comme en témoigne le renouvellement des interdits, puis Henri VIII autorise finalement les courses à pied à Londres en 1510. Henri VIII encourage la pratique quotidienne de l'exercice physique alors que des théoriciens de l'époque, à l'image de Thomas Elyot, accordent une large place aux sports dans le cadre des études. Au XVIe siècle, des réunions athlétiques sont décrites pour la première fois dans le cadre des Jeux de Cotswold (Cotswold Games), sorte de meeting sportif organisé dans le Gloucestershire et inspiré directement des héros de la Grèce antique.
La compétition athlétique se développe au Royaume-Uni au cours du XVIIe siècle. Les sports les plus pratiqués sont alors le lancer du marteau, le saut en hauteur, le saut en longueur et la course à pied. Avec l'émergence du puritanisme, l'Église anglicane souhaite abolir la pratique sportive en prétextant que les joutes athlétiques disputées au travers de toute l'Angleterre se terminent généralement par des rixes et des beuveries. En réaction au puritanisme, le roi Jacques Ier pousse ses sujets à pratiquer le sport, après les offices du dimanche après-midi. Il fait la promotion du sport en éditant un Book of Sports. Les premiers coureurs professionnels apparaissent à la fin du XVIIe siècle en Angleterre. Ces coureurs de fond étaient ambulants et se mesuraient aux champions locaux dans des défis rémunérés.
Au Pays basque, le Korrikolaris est pratiqué depuis le Moyen Âge. Il s'agit d'une course pédestre opposant deux coureurs sur une longue distance.
Dans le reste du monde, l'une des courses médiévales les plus anciennes en dehors des îles britanniques est celle mise en place à Rome au milieu du XVe siècle. Le pape Paul II autorise la tenue de cette fête sportive annuelle qui se tient pendant deux siècles. Le programme reprend celui de l'athlétisme grec et les athlètes concourent à la grecque, c'est-à-dire nus. L'Olympiade de la République est une compétition sportive qui s'est tenue en 1796, 1797 et 1798 à Paris. L'épreuve-reine de cette tentative de rénovation des Jeux olympiques est une course à pied. Cette compétition marque la transition entre le sport d'Ancien Régime et le sport moderne, comme en témoigne la première utilisation du système métrique dans le domaine sportif. De plus, et pour la première fois également dans le domaine sportif, les courses sont chronométrées, à l’aide de deux montres marines.

### XIXesiècle

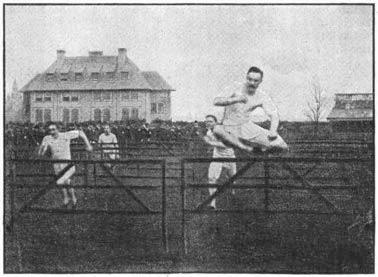
Compétition d'athlétisme au en 1888.

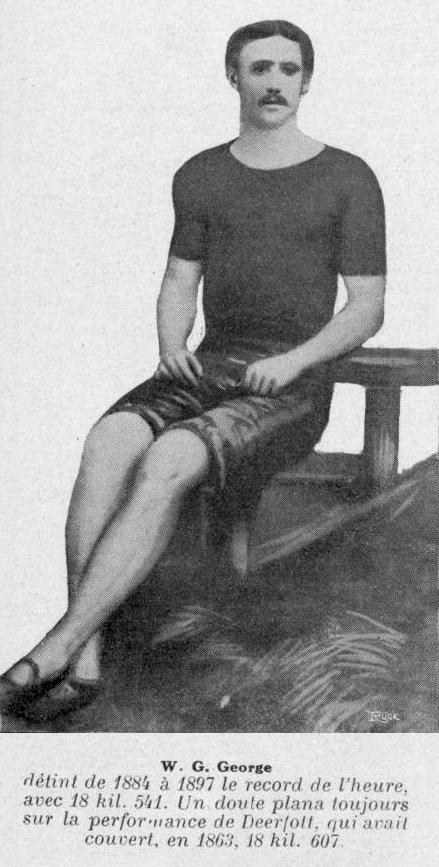
W. G. George, recordman de l'heure de 1884 à 1897 (18.541 km).

Le premier meeting d'athlétisme moderne se tient en Angleterre en 1825 à Newmarket Road, près de Londres. Nombre d'épreuves manquent encore à l'appel, mais sous l'influence des épreuves du Lord's Cricket Ground disputées depuis 1826 et de Tara en Irlande (1829), le programme s'étoffe. Le premier 100 yards haies est couru au Collège d'Eton en 1837. En 1849, l'armée britannique met en place des compétitions à l'arsenal londonien de Woolwich. Un clairon d'argent est offert à partir de 1850 au vainqueur du plus grand nombre d'épreuves. Le capitaine Wilmot remporte l'édition de 1850, alors qu'est créée cette même année la première piste d'athlétisme. L'Exeter College d'Oxford organise son premier meeting en 1850 qui devient le meeting de l'université d'Oxford à partir de 1856. Le premier match d'athlétisme opposant Oxford et Cambridge se tient en 1864. En 1866, la première version d'une fédération nationale d'athlétisme est créée en Angleterre. Elle exclut d'emblée tous les professionnels, mais aussi les ouvriers et artisans afin de rester entre gentlemen. Les courses professionnelles se tiennent toutefois en marge de ces épreuves guindées et elles rassemblent un public nombreux. Afin d'ouvrir l'athlétisme aux classes sociales moins aisées, l’Amateur Athletic Association of England est créée le 24 avril 1880.
En France, les courses à pied sont dotées de prix en espèces dès 1853. Pendant trois décennies, les coureurs professionnels français s'affublent de surnoms comme « Cerf-Volant », l’« homme éclair » ou l’« homme vapeur ». Au milieu des années 1880, et dans la droite ligne de la vision sociale du sport anglais, Georges de Saint-Clair et Ernest Demay lancent une campagne de « purification » de l'athlétisme français et obtiennent l'interdiction de ces courses professionnelles. En réaction, l'Union des Sociétés Professionnelles d'Athlétisme est créée à Paris. L'Union des sociétés françaises de sports athlétiques, fédération omnisports fondée le 20 novembre 1887 par les clubs parisiens du Racing Club de France et du Stade français, met particulièrement en avant sa volonté de lutter contre la professionnalisation du sport. L'USFSA, qui est à l'origine de la rénovation des Jeux olympiques, impose cette vision comme modèle pour longtemps. Elle organise les premiers championnats de France d'athlétisme en 1888 avec quatre épreuves au programme : 100 m, 400 m, 1 500 m et 120 m haies. Le Racingman René Cavally remporte deux titres en 1888 sur 100 et 400 m.
Dans le reste du monde, les États-Unis sont un pôle important de développement de l'athlétisme. L'Olympic Club de San Francisco est créé en 1860 et le New York Athletic Club voit le jour en 1868. L'Intercollegiate Athletic Association est fondée en 1876 et organise les premières compétitions sur le sol américain. L'Allemagne est touchée en 1874 grâce à un groupe d'étudiants anglais de l'université de Dresde qui importe les épreuves anglaises. Elle organise ses premiers championnats nationaux en 1891, l'Australie en 1893 après avoir organisé à Sydney un Inter Colonial Meet le 31 mai 1890. En Belgique, le premier championnat national disputé dès 1889 se limite alors à deux épreuves : le 100 mètres et le mile.
Avec les débuts du chronométrage électrique en 1892 en Angleterre et la rénovation des Jeux olympiques, l'athlétisme entre dans l'ère moderne.

### Ère moderne

#### De l'amateurisme au professionnalisme

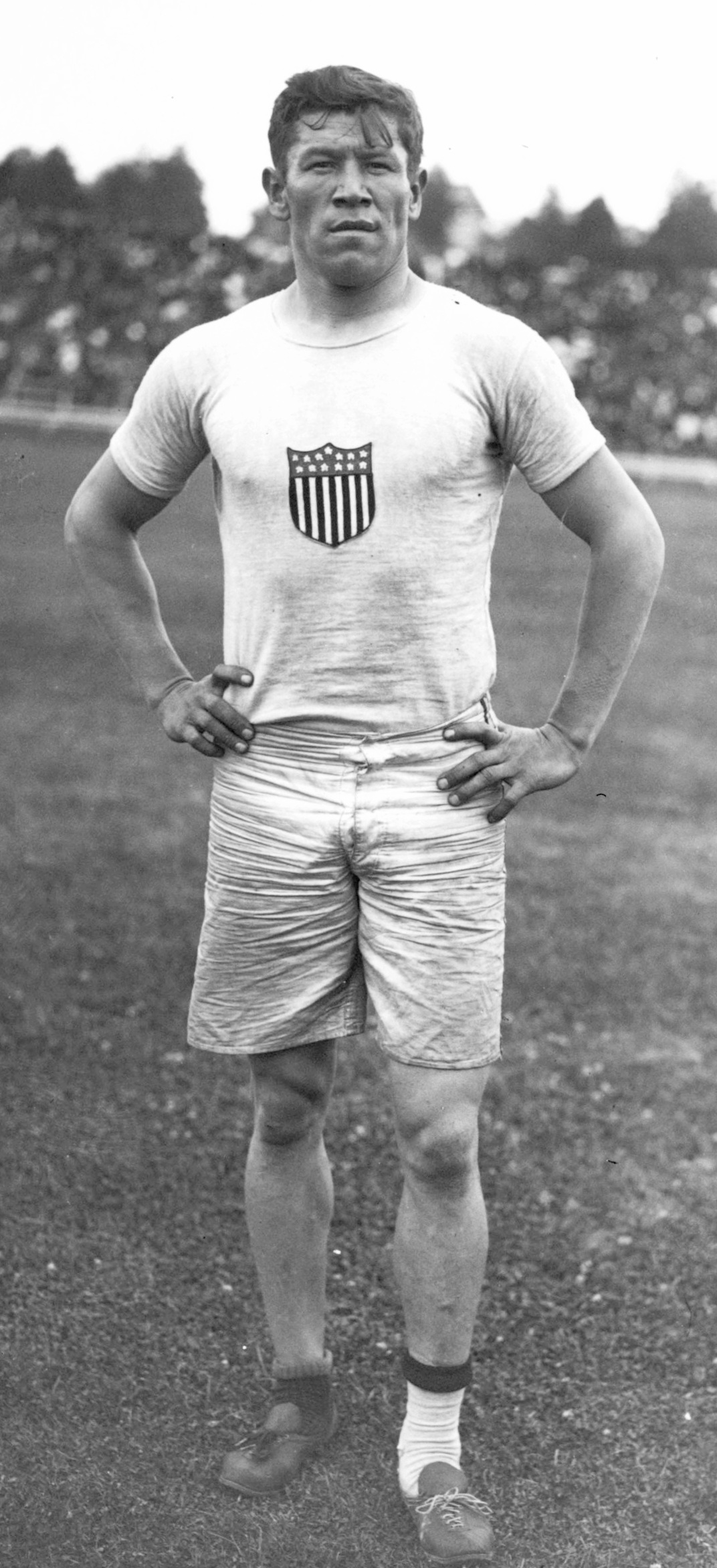
Jim Thorpe, sanctionné en 1912 pour amateurisme marron

Alors que le sport amateur s'organise peu à peu, de nombreuses courses de professionnels sont disputées des deux côtés de l'Atlantique. Des matchs historiques opposent à l'occasion les meilleurs clubs américains et britanniques vers la fin du XIXe siècle. Par ailleurs, inspirés par l'épreuve du steeple-chase, des concours de pronostics sont organisés sur certaines courses d'athlétisme disputées le plus souvent sur des pistes en herbe d'hippodromes. À l'image des grands duels de boxe, des promoteurs américains recrutent alors les meilleurs athlètes du moment afin de défier d'autres champions lors de face-à-face rémunérés.
Le baron Pierre de Coubertin est le grand artisan de la création des Jeux olympiques modernes dont la première édition a lieu en 1896 à Athènes, et dont l'athlétisme figure naturellement au programme. Il souhaite alors, entre autres, mettre un terme aux pratiques d'argent dans le sport, et notamment dans l'athlétisme, au profit du « spectacle sportif » amateur. Nouvellement créée en 1912, la Fédération internationale d’athlétisme établit dans ses statuts le principe d’amateurisme, à l’image du credo du comité international olympique censé protéger la pureté des compétitions des combines des paris sur les courses professionnelles. L’Américain Jim Thorpe est l’un des premiers athlètes sanctionné pour avoir enfreint la règle de l’amateurisme. Peu après avoir remporté deux titres olympiques aux Jeux de 1912, il est disqualifié à vie et est contraint de restituer ses médailles pour avoir perçu une rémunération d’une équipe de baseball locale. Autre athlète convaincu d’amateurisme marron, le Français Jules Ladoumègue est également radié à vie en 1932 par la Fédération française qui tenait à faire un exemple en réaction à la montée en puissance du sport professionnel dans l'Hexagone ; le football passe professionnel à cette même période. La réaction du public français est sans équivoque : il boycotte désormais l'athlétisme qui traverse une grave crise en France durant les années 1930.
Durant plus d'un demi-siècle, l'amateurisme reste la règle essentielle des compétitions d'athlétisme. De nombreux spécialistes n'hésitent pas alors à abandonner leur discipline pour rejoindre des équipes professionnelles, comme des clubs de football américain ou de baseball aux États-Unis, ou des équipes de rugby à XIII en Europe.
En 1982, l'IAAF abandonne son traditionnel concept d'amateurisme en prenant conscience notamment du temps et des ressources nécessaires pour former et maintenir les athlètes d'élite. Dès 1985, des fonds sont destinés spécifiquement à la formation et à l'entraînement des athlètes.
Aujourd'hui, les athlètes sont des travailleurs « free-lance ». Leurs revenus principaux proviennent en partie des cachets attribués lors des différents meeting en fonction de leurs performances. Des compléments de revenus peuvent être perçu grâce à des sponsors ou des mécènes, et varient en fonction de la notoriété du sportif. Par ailleurs, certains athlètes bénéficient d'une rémunération de la part de leur club. Ainsi, aux États-Unis, le Santa Monica Track Club a l'habitude de rétribuer certains de ses licenciés, à l'image par exemple de Carl Lewis. La rémunération d'un athlète de haut niveau est donc aléatoire et tributaire de l'état de forme et des performances de celui-ci. Récemment, de véritables « écuries » de courses regroupant les meilleurs athlètes et les meilleurs entraîneurs ont vu le jour, à l'image du système de management des fondeurs africains, ou dans la structure du HSI, véritable multinationale du sprint aux États-Unis.

#### Mondialisation de l'athlétisme

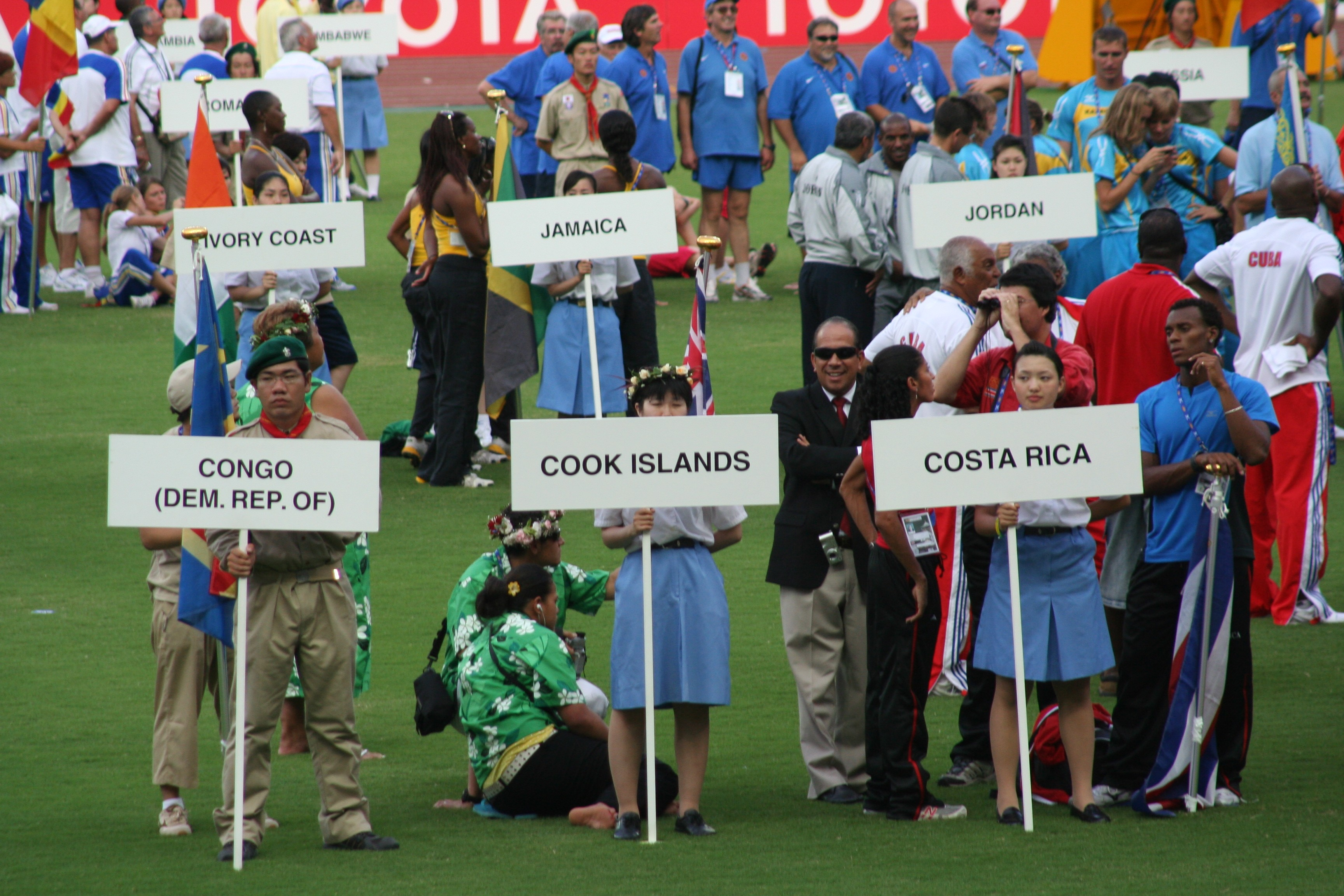
203 nations ont pris part aux championnats du monde de 2007.

Durant la première moitié du XXe siècle, la pratique de l'athlétisme est essentiellement l'apanage des États-Unis et des nations d'Europe occidentale, tels le Royaume-Uni, l'Allemagne, la France, ou les pays scandinaves dans les épreuves d'endurance. À partir des années 1930 des athlètes afro-américains volent la vedette aux Européens dans les courses rapides, à l'image d'Eddie Tolan, premier champion olympique noir du 100 m en 1932. Après la Seconde Guerre mondiale, quelques athlètes issus des colonies européennes parviennent à s'imposer dans leur nouveau pays d'adoption, alors que certaines nations de l'hémisphère sud émergent au niveau mondial, à l'image de la Nouvelle-Zélande. Dans les années 1950 les pays communistes investissent les sports olympiques afin de faire valoir leur existence et manifester leur puissance. Le monde de l'athlétisme est alors bipolaire et deux blocs s'affrontent : les nations occidentales et les pays issus du bloc de l'Est. Les années 1960 et 1970 sont marquées par l'émergence des nations des Caraïbes, à l'image des sprinteurs venus de Jamaïque, mais surtout par l'arrivée des coureurs d'Afrique noire et du Maghreb sur les moyennes et longues distances. L'Éthiopien Abebe Bikila est le précurseur en devenant le premier Africain à remporter le marathon olympique (en 1960) tandis que la France aligne déjà des coureurs de fond originaires du Maghreb depuis les années 1920 : Alain Mimoun, originaire d'Algérie, gagne le marathon quatre ans avant Bikila.
À partir des années 1980 l'athlétisme devient de plus en plus universel et suit l'évolution géopolitique mondiale. Le nombre de fédérations nationales et celui des licenciés augmentent significativement dans les pays en voie de développement. A contrario, la pratique de l'athlétisme de compétition stagne dans les pays développés, en raison notamment de son niveau d'exigence en termes d'entraînement, mais aussi par la diversité accrue de l'offre sportive dite de loisirs. Aujourd'hui toutefois l'athlétisme est demeuré un des sports de compétition les plus universels. Récemment, des athlètes issus de nations à faible population sont parvenus au sommet de ce sport. Lors des championnats du monde 2003, Kim Collins, sprinter originaire de Saint-Christophe-et-Niévès remporte l'épreuve reine du 100 m. Plus globalement, la réussite de la plupart des athlètes des Caraïbes s'explique par le fait qu'ils étudient dans des universités américaines offrant des meilleures conditions d'entraînement que dans leur pays d'origine.
Depuis le milieu des années 1990 certains athlètes, en majorité africains, ont fait le choix de l'expatriation et du changement de nationalité. Ainsi en 1995, le coureur de 800 m Wilson Kipketer fait figure de précurseur en optant pour la nationalité danoise. Interdit par le CIO de concourir aux Jeux olympiques d'été de 1996, l’ex-Kényan est suivi par la suite par plusieurs de ses compatriotes. En 2003 Stephen Cherono rejoint le Qatar et se fait appeler désormais Saif Saaeed Shaheen. Autre exemple en date, le médaillé olympique Bernard Lagat choisit en 2005 de poursuivre sa carrière avec la nationalité américaine. Cette fuite de talents, justifiée par les athlètes par un manque de reconnaissance de leurs pays d’origine, est surtout le moyen de conclure des contrats rémunérateurs avec des fédérations ou des sponsors. Actuellement[Quand ?], des États du Golfe, tels le Qatar ou Bahreïn, ou encore la Turquie,, offrent des conditions financières confortables à leurs nouveaux ressortissants, et promettent aux jeunes athlètes de financer leur éducation et d’assurer leur reconversion. En 2019, l'IAAF change de nom et de logo et devient World Athletics. 

## Épreuves
Le terme « athlétisme » recouvre un ensemble d’activités variées regroupées en deux grandes catégories : l’athlétisme de stade ou en salle comprenant les courses, les sauts, les lancers et les épreuves combinées, et les épreuves hors stade comprenant notamment la marche athlétique, le marathon et le cross-country.
| Courses                | Courses                                | Courses                              | Courses                                                        | Courses             | Marche      | Sauts                               | Lancers                      | Épreuves combinées              |
| ---------------------- | -------------------------------------- | ------------------------------------ | -------------------------------------------------------------- | ------------------- | ----------- | ----------------------------------- | ---------------------------- | ------------------------------- |
| Sprint                 | Demi-fond                              | Fond                                 | Haies                                                          | Relais              | Marche      | Sauts                               | Lancers                      | Épreuves combinées              |
| 60 m 100 m 200 m 400 m | 800 m 1 500 m 3 000 m 5 000 m 10 000 m | Cross-country Semi-marathon Marathon | 60 m haies 100 m haies 110 m haies 400 m haies 3 000 m steeple | 4 × 100 m 4 × 400 m | 20 km 35 km | Longueur Triple saut Hauteur Perche | Poids Disque Marteau Javelot | Pentathlon Heptathlon Décathlon |

D’autres épreuves peuvent être disputées lors de meetings. Elles font l’objet d’un record du monde mais ne figurent pas au programme des championnats. Il s'agit notamment du 1 000 m, du Mile, du 2 000 m, de l'Heure, ou des relais 4 x 200 m, 4 x 800 m et 4 x 1 500 m.

### Courses à pied

#### Sprint

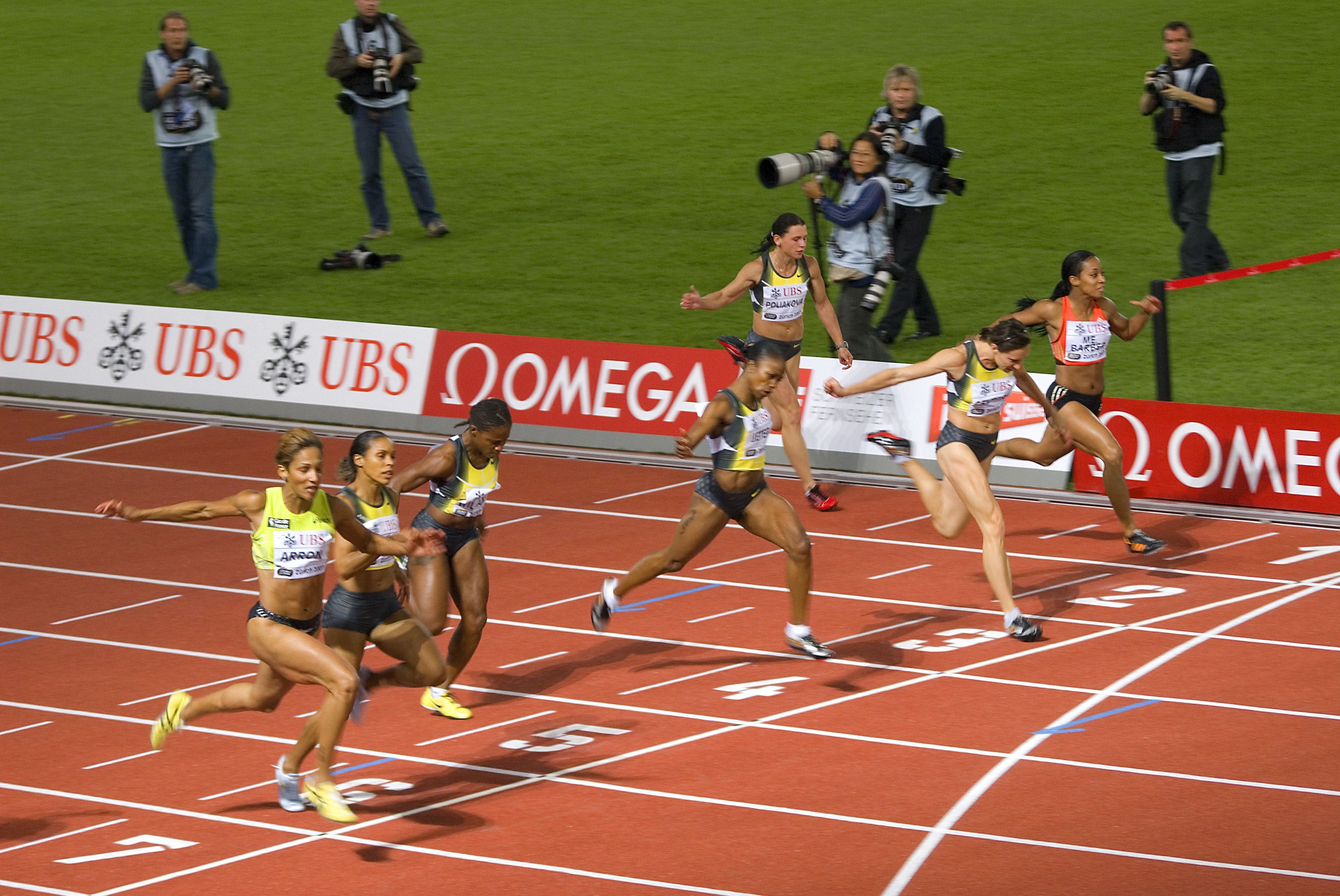
Arrivée d'un 100 m féminin.

De toutes les activités athlétiques, les courses de vitesse ou sprints sont les plus pratiquées, et ce dès les origines olympiques. Elles consistent à parcourir un espace court (jusque 400 m) dans un couloir individuel.
Le 100 m est la course la plus courte dans le calendrier de plein air. Elle est aussi l'une des plus anciennes puisqu'on retrouve trace du sprint dès le XVe siècle av. J.-C., si l'on se fie à Homère et aux poètes grecs. La distance originale initiée par les Britanniques fut le 110 yards (100,58 m) puis le 100 yards (91,44 m) avant que le mètre devienne la norme officielle. Au début du siècle le journaliste George Prade définit le 100 m comme « L'aristocratie en mouvement ». Selon lui, peu d'entraînement est nécessaire pour obtenir des résultats appréciables, la vitesse étant innée chez l'athlète. Au fil des années le 100 m a supplanté le marathon et est devenu l'épreuve reine de l'athlétisme, du fait du nombre accru de concurrents et de l'intérêt qu'elle suscite auprès des spectateurs.
Le 200 m actuel s'apparente à la longueur du stade de la Grèce antique (stadion signifie littéralement longueur du stade). Il découle du découpage du mile anglais et est disputé à l'origine sur 220 yards. Longtemps disputé en ligne droite, le 200 m avec un virage sur une piste de 400 m, est officiellement reconnu en 1958. Les spécialistes de cette épreuve doivent combiner la vitesse de base d'un sprinter de 100 m et une capacité d'accélération estimée à 130-140 m.
Le 400 m a pour origine le double stade ou diaulique (384 m), épreuve exécutée dans l'Antiquité. Remise au goût du jour au Royaume-Uni sous la forme du quart de mile (402 m ou 440 yards), cette épreuve est considérée comme un sprint d'endurance dans la mesure où elle requiert, en plus de la puissance physique et de la vélocité, une capacité de résistance et une gestion optimale de la fréquence de course. Les athlètes courant le 400 m sont pendant longtemps divisés en deux catégories, les sprinteurs purs issus du 200 m et les sprinteurs plus endurants issus du 800 m. Aujourd'hui la grande majorité des spécialistes du tour de piste ont un morphotype proche des athlètes courant sur courte distance[réf. nécessaire].

#### Courses de fond et de demi-fond

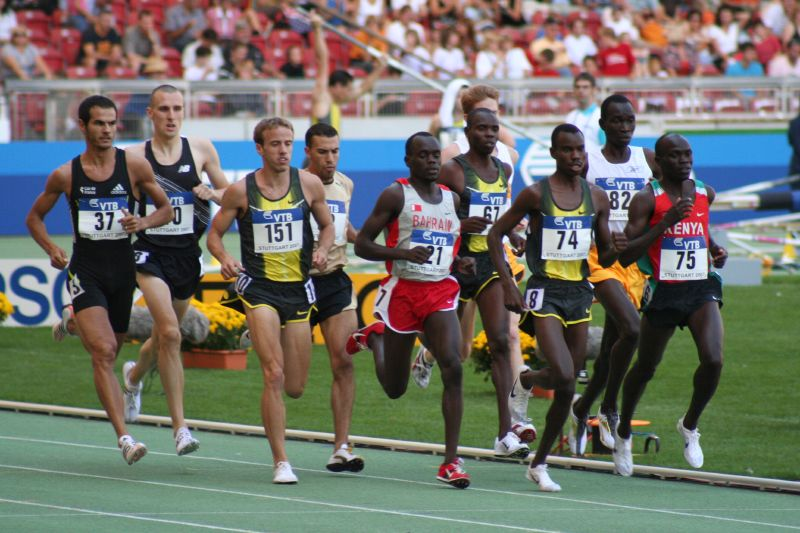
Course de 1500 mètres masculin.

Les courses de demi-fond sont ainsi nommées car elles se disputent sur des distances intermédiaires comprises entre le sprint et le fond, de 800 à 10 000 mètres. Parmi toutes les épreuves reconnues par l'IAAF, seules le 800 m, le 1 500 m, le 5000 m et le 10000  m figurent au programme des Jeux olympiques ou des championnats du monde. Le 800 m a d'abord été le 880 yards ou le demi-mile (804,67 m). Elle est l'épreuve charnière entre la vitesse prolongée du sprint et la résistance des épreuves d'endurance. Les athlètes effectuent tout d'abord le premier virage dans leur propre couloir à l'image du 400 m, avant de se rabattre vers la corde après environ 120 m de course. Les concurrents doivent alors faire preuve, en plus de leur capacité physique, d'un sens tactique fait de placements, d'anticipation et d'adresse.
Le 1 500 m, création purement continentale, est né vers 1890 en France. Elle requiert de la part des concurrents une certaine endurance, un sens tactique de la course ainsi qu'une capacité d'accélération et de résistance dans le dernier tour. Le mile britannique (1 609,32 m) est proche du 1 500 m et est à ce jour[Quand ?] la seule discipline reconnue par l'IAAF définie par une longueur non métrique. Les autres courses de demi-fond sont le 1 000 m, le 2 000 m et le 3 000 m
Les courses de fond sont des épreuves dont la distance est supérieure à 10 000 mètres. D'invention britannique, le 5 000 m est une adaptation du 3 miles (4 828 m) et le 10 000 m du 6 miles (9 656 m). Les premières expériences de l'exercice de l'endurance remontent à 1740 à Londres lorsqu'un athlète parcourut la distance de 17,300 km en une heure. Ces épreuves se déroulent en intégralité sur la piste du stade d'athlétisme. La résistance et une capacité d'accélération finale sont les qualités nécessaires aux fondeurs.

#### Courses «hors stade»

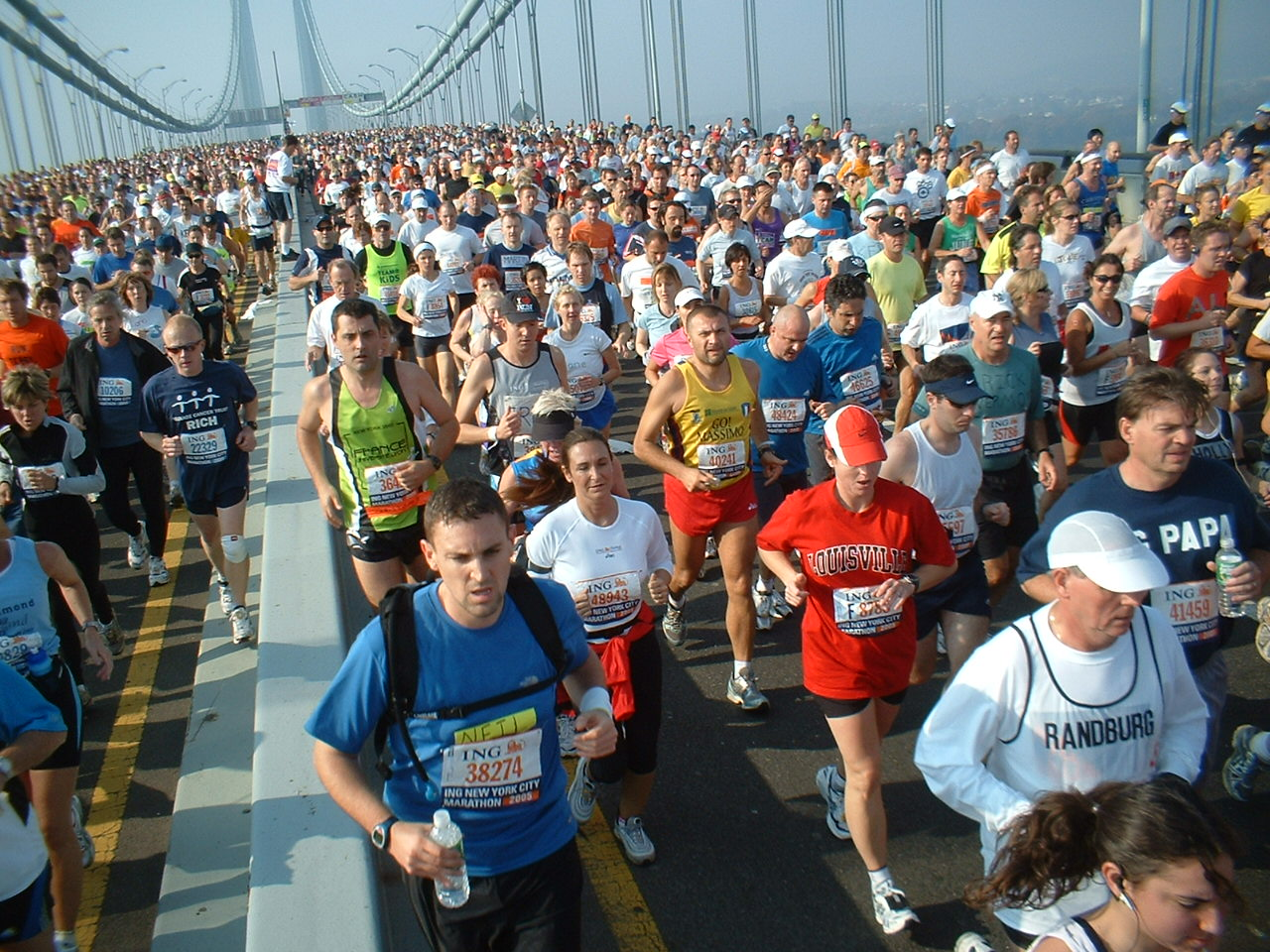
Coureurs du Marathon de New-York en 2005.

Le marathon ne figure pas au programme des Jeux olympiques antiques mais tire sa légende des différents récits de la mythologie grecque, comme celui du soldat Phidippidès qui accomplit d'une traite à la course la distance qui séparait le champ d'une bataille et la cité d'Athènes où il dut apporter la nouvelle de la victoire. En 1895 le Français Michel Bréal convainc son ami Pierre de Coubertin de s'emparer de ce mythe et de l'adapter aux Jeux olympiques modernes. C'est ainsi que pour les premiers Jeux de 1896 vingt-quatre concurrents sont réunis à Marathon. Le berger grec Spyrídon Loúis devient le premier vainqueur de cette nouvelle épreuve longue de 42, 265 km. Aux Jeux de Londres en 1908 la famille royale britannique désire que la course démarre du château de Windsor pour se terminer face à la loge royale du stade olympique. Le trajet, mesuré précisément à 42,195 km, devient par la suite la distance officielle du marathon. Cette épreuve d'endurance est disputée sur route dure, principalement dans les rues et sur un parcours plat.
Des compétitions se déroulent sur des distances intermédiaires telles le 10 km ou le semi-marathon. L'ultrafond désigne la course à pied de grand fond, c'est-à-dire toutes les distances supérieures au marathon, soit plus de 42,195 km, il s'applique aux sorties en solitaire et aux courses (ou « raids ») suivantes : 6 heures, 12 heures, 24 heures, 6 jours, ultra-trail, trail, raids par étapes, 100 km, 100 miles, courses sur routes par étapes.
Le cross-country, épreuve non olympique, est une course de fond disputée en pleine nature sur des terrains variés. La distance va de 3 à 15 km selon les catégories d'âge et de sexe. La première course du genre se déroule à Ville-d'Avray en 1898 entre les équipes de France et d’Angleterre. Autres disciplines, les courses nature ont lieu en sous-bois, en montagne, dans le désert ou dans tout autre environnement naturel.

#### Courses de haies

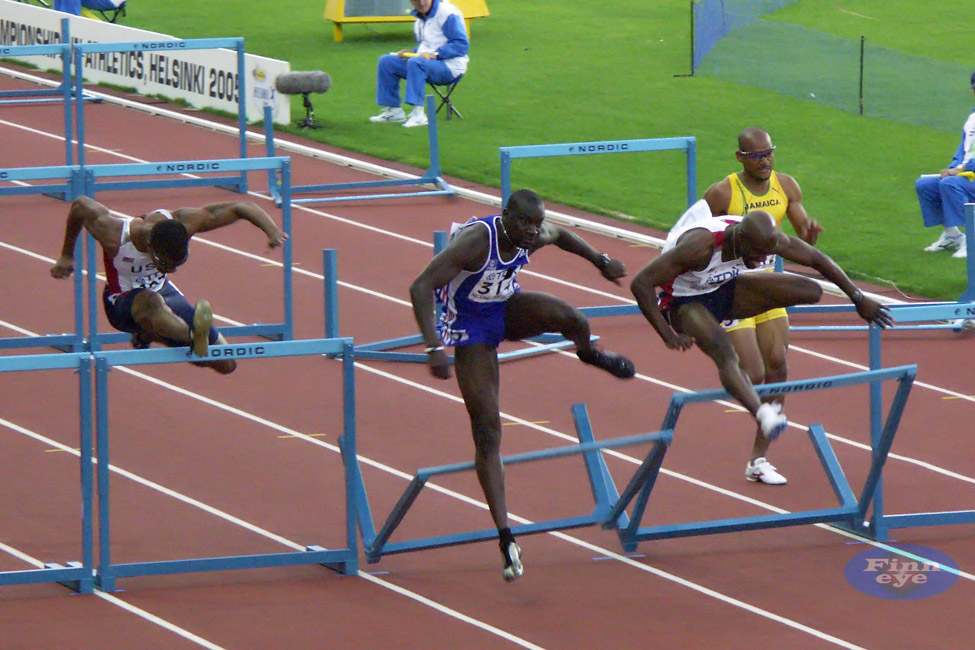
Course de 110 m haies.

Les courses avec obstacles, contrairement à la plupart des disciplines athlétiques, ne prennent pas racine dans le sport antique. Elles sont en fait une invention moderne due une nouvelle fois aux Britanniques et sont inspirées des steeples-chases hippiques. Le récit des premières épreuves officielles ancêtres du 110 m haies font état de courses de 120 yards (109,72 m) avec dix obstacles de 3 pieds 6 pouces (1,06 m) soit la hauteur encore utilisée de nos jours. Le 110 m haies, tout comme le 100 m haies, son équivalent féminin, est une épreuve de sprint consistant à franchir dix haies hautes distancées entre elles de 9,14 m pour les hommes et de 8,50 m pour les femmes.
Le 400 m haies, discipline relativement récente, est présentée à Oxford vers 1860 sous la forme d'un 440 yards. Elle se développe ensuite en France alors que Britanniques et Américains la dédaignent durant plusieurs années. Le 400 m haies est l'une des épreuves les plus techniques de l'athlétisme car elle requiert des capacités physiques de sprinteur ainsi qu'une attention soutenue à la fréquence de course, et en particulier du nombre de foulées exécutées entre les dix obstacles.
Le 3 000 m steeple allie l'endurance au franchissement de haies. Il fut d'ailleurs conçu par le biais d'un pari entre étudiants, en référence au sport hippique britannique très en vogue à la fin du XIXe siècle. Les athlètes doivent parcourir sur la piste la distance de 3 000 m et franchir par ailleurs différents obstacles, les haies et la rivière. Depuis peu, le 3 000 m steeple est ouvert aux femmes et a figuré pour la première fois au programme olympique en 2008
La course de haies est avant tout une des disciplines les plus compliquées de l'athlétisme, elle demande aisance technique et de la vitesse. 

#### Relais

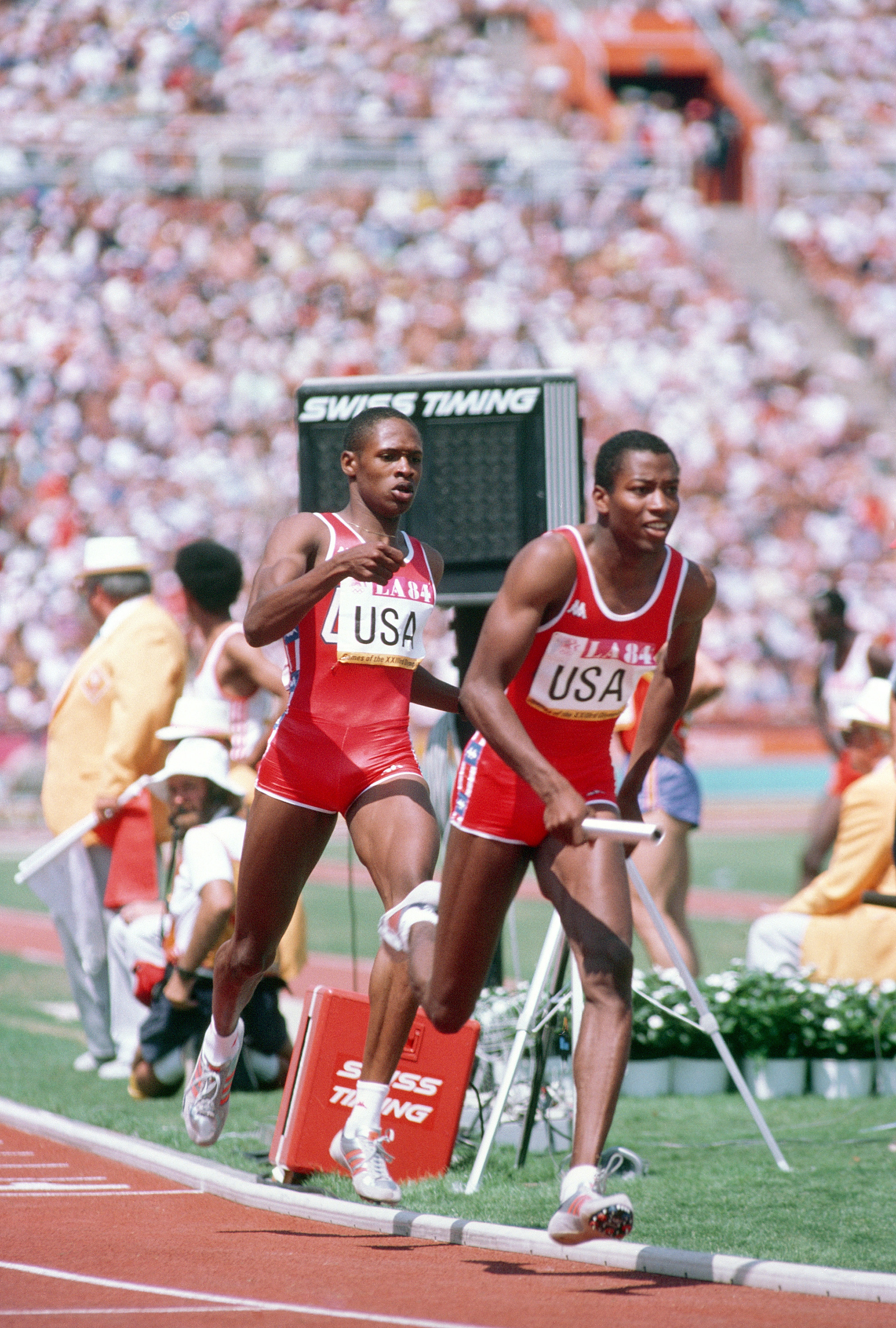
Relais 4 × 400 m lors des Jeux de Los Angeles en 1984.

Les courses de relais ont pour origine les sociétés antiques où des coursiers rapides et endurants se transmettent des messages de ville en ville. Mais c'est aux États-Unis que la discipline prend racine dans le cadre d'une course de charité organisée par les pompiers de New York. Les relais 4 × 100 m et 4 × 400 m sont composés de quatre athlètes par équipe. Le but est de parcourir la distance le plus rapidement possible tout en assurant la transmission d'un bâton cylindrique nommé témoin. Les spécialistes de ces épreuves doivent combiner la capacité physique du sprinter avec le sens de l'anticipation et de la coordination pour la transmission du témoin. Les deux courses de relais sous leur forme actuelle ont fait leur première apparition olympique en 1912. L'ekiden est une forme de marathon en relais de six coureurs développé dans les années 1980, au début au Japon.

### Sauts

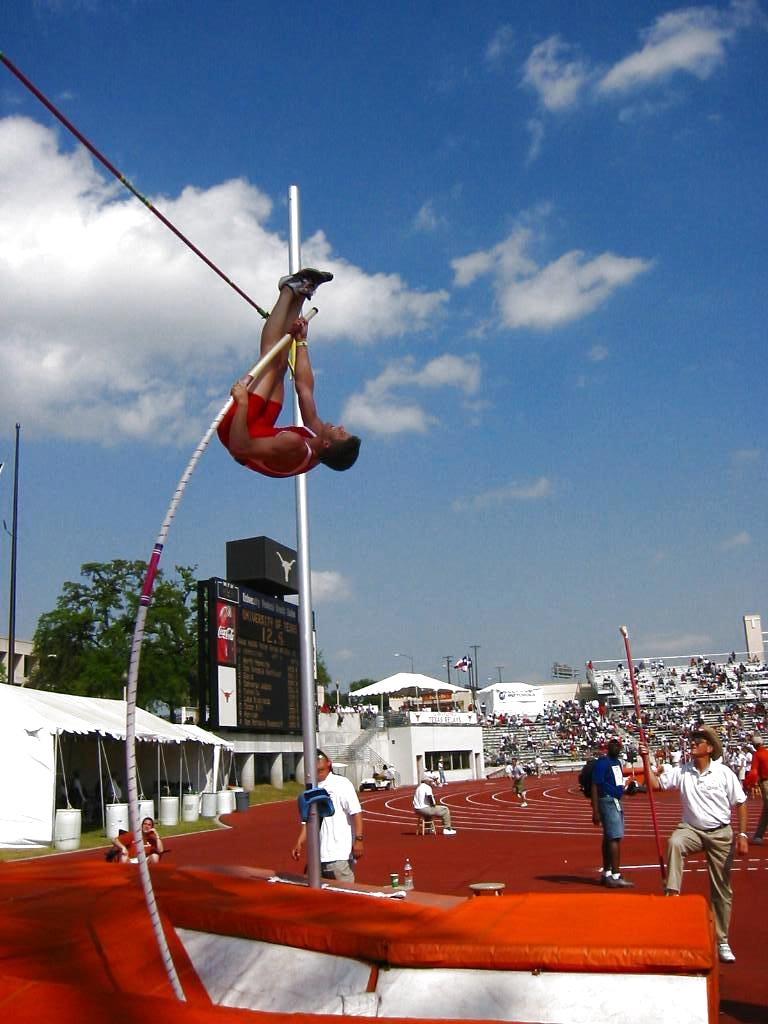
Le saut à la perche.

Le saut à la perche remonte aux sociétés antiques grecques, mais s'est développé à la fin du XVIIIe siècle en Allemagne au cours de compétitions de gymnastique. Vers 1850, des membres du Cricket Club d'Ulverston au Royaume-Uni décident de mettre en place l'épreuve du « running pole leaping », littéralement bond à la perche avec élan. Le saut à la perche consiste, après une course d'élan d'une trentaine de mètres, à franchir à l'aide d'une perche une barre transversale sans la faire tomber. Au fil des siècles, la technique de saut et le matériel ont été améliorés. Les perches en bambou utilisées aux Jeux de 1900 sont remplacées par des perches en fibre de verre en 1956, puis en fibre de carbone aujourd'hui. L'épreuve fut au programme des premiers Jeux olympiques en 1896 et n'est disputée par les femmes qu'à partir des Jeux de Sydney en 2000.
Le saut en longueur existe dans toutes les compétitions sportives depuis l'Antiquité. On retrouve trace de cette épreuve dans les Tailteann Games celtiques au IXe siècle av. J.-C. Les Grecs l'ont codifié par la suite et l'ont fait figurer au programme des Jeux antiques. La discipline s'est ensuite développée dans les pays anglo-saxons dans le milieu du XIXe siècle. Le saut en longueur consiste à effectuer un bond à partir d'une planche d'appel après avoir effectué quelques pas d'élan.
Le triple saut est une variante du saut en longueur. Née également en sol irlandais, l'épreuve s'est ensuite démocratisée en Amérique. Comme son nom l'indique, le triple saut consiste à effectuer une série de trois bonds après élan : un premier à cloche-pied, le pied d'appel étant également le pied de réception, puis un second saut toujours du même pied avant de terminer à la manière de la longueur.
Le saut en hauteur possède des origines celtes mais également germaniques puisque, dès 1470, des concours de hauteur sont retranscrits dans les annales de la ville d'Augsbourg. Il fut disputé pour la première fois en 1840 et réglementé en 1865. La règle consiste à franchir une barre horizontale la plus haute possible sans la faire tomber après avoir pris élan. La prise d'appel se fait sur un pied. La technique de saut a beaucoup évolué au cours du XXe siècle. Le « ciseau » et le « rouleau » furent longtemps utilisés par les athlètes jusqu'à l'arrivée en 1968 du Fosbury flop utilisé aujourd'hui par tous les sauteurs.

### Lancers

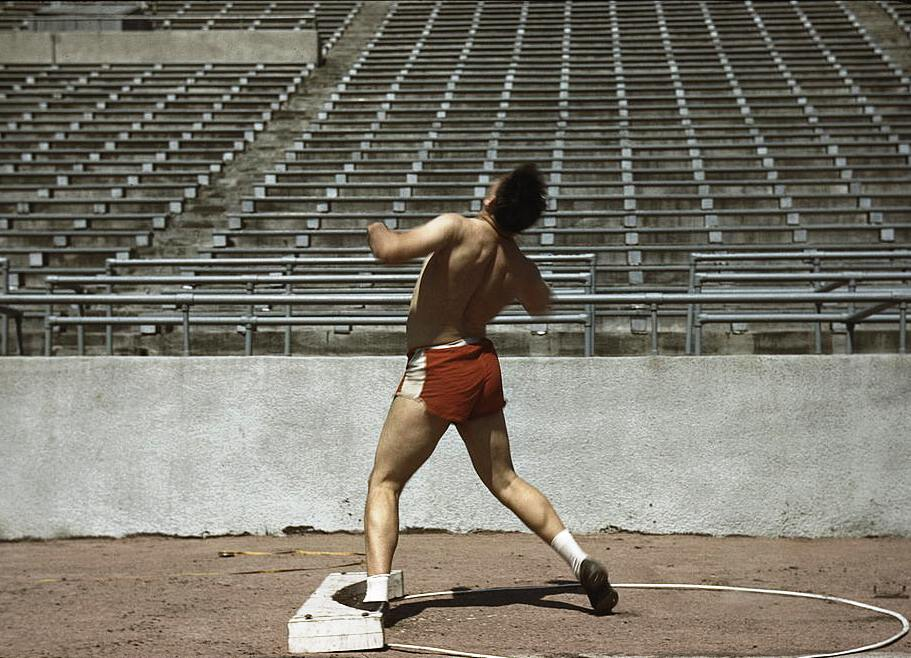
Le lancer du poids.

Le principe même du lancer s'inspire du geste ancestral du chasseur.
Le lancer du poids a pour origine la mythologie grecque où des lancers de pierre sont décrits par Homère. Il prend ensuite son essor au XVIIe siècle où des compétitions se déroulent au sein de l'artillerie britannique. La première épreuve officielle est disputée aux États-Unis en 1876. Le poids de l'engin est fixé à 16 livres (7,257 kg) en référence au boulet de canon, et la technique de lancer évolue entre la position figée et la prise d'élan. Le principe est de projeter le boulet le plus loin possible à partir d'un cercle comportant un butoir situé dans l'aire de lancer jusqu'à la zone de chute.
Le lancer du disque est l'épreuve athlétique la mieux décrite par les Grecs. Les techniques de lancer et les différents disques sont expliqués dans l’Iliade. Le « solos » était un disque percé d'un trou à travers lequel on passait une corde, alors que le « diskos » était plat, en pierre ou en bronze. La discipline se développe aux États-Unis vers la fin du XIXe siècle. En 1907, le poids du disque masculin est définitivement fixé à 2 kg et le diamètre à 22 cm.
On retrouve trace du lancer du marteau dans d'anciennes légendes celtes datant de 829 av. J.-C., ainsi qu'au cours du Moyen Âge où de véritables marteaux de forgerons remplacent les engins rustiques de l'Antiquité. Tout comme les autres disciplines de lancer, le marteau a évolué au cours des siècles dans sa forme et dans son poids. Aujourd'hui, pour les hommes, le boulet en acier pèse 7,257 kg (soit 16 livres) et est fixé à une corde en acier reliée à une poignée. Autorisées à concourir seulement depuis 1995, les femmes disposent quant à elles d'un marteau de 4 kg.
Le javelot, instrument de chasse utilisé par les plus anciennes civilisations mais aussi arme employée par de nombreuses armées de l'Antiquité, est à l'origine de la discipline du lancer de javelot. Hercule est réputé avoir été l'un des premiers lanceurs de javelot, épreuve figurant au programme des Jeux olympiques antiques. Vers 1780, les Scandinaves adoptent et développent la discipline, le javelot devenant même un symbole d'indépendance nationale pour les Finlandais. Les performances n'ont cessé de croître au fil des siècles, à tel point que l'engin fut à plusieurs reprises redessiné dans les années 1980 afin de contrôler la sécurité et de réduire le temps de vol. Malgré ces mesures, des incidents surviennent encore aujourd'hui. En 2007, les athlètes Roman Šebrle et Salim Sdiri furent atteints accidentellement par un javelot lors de réunions.

### Épreuves combinées

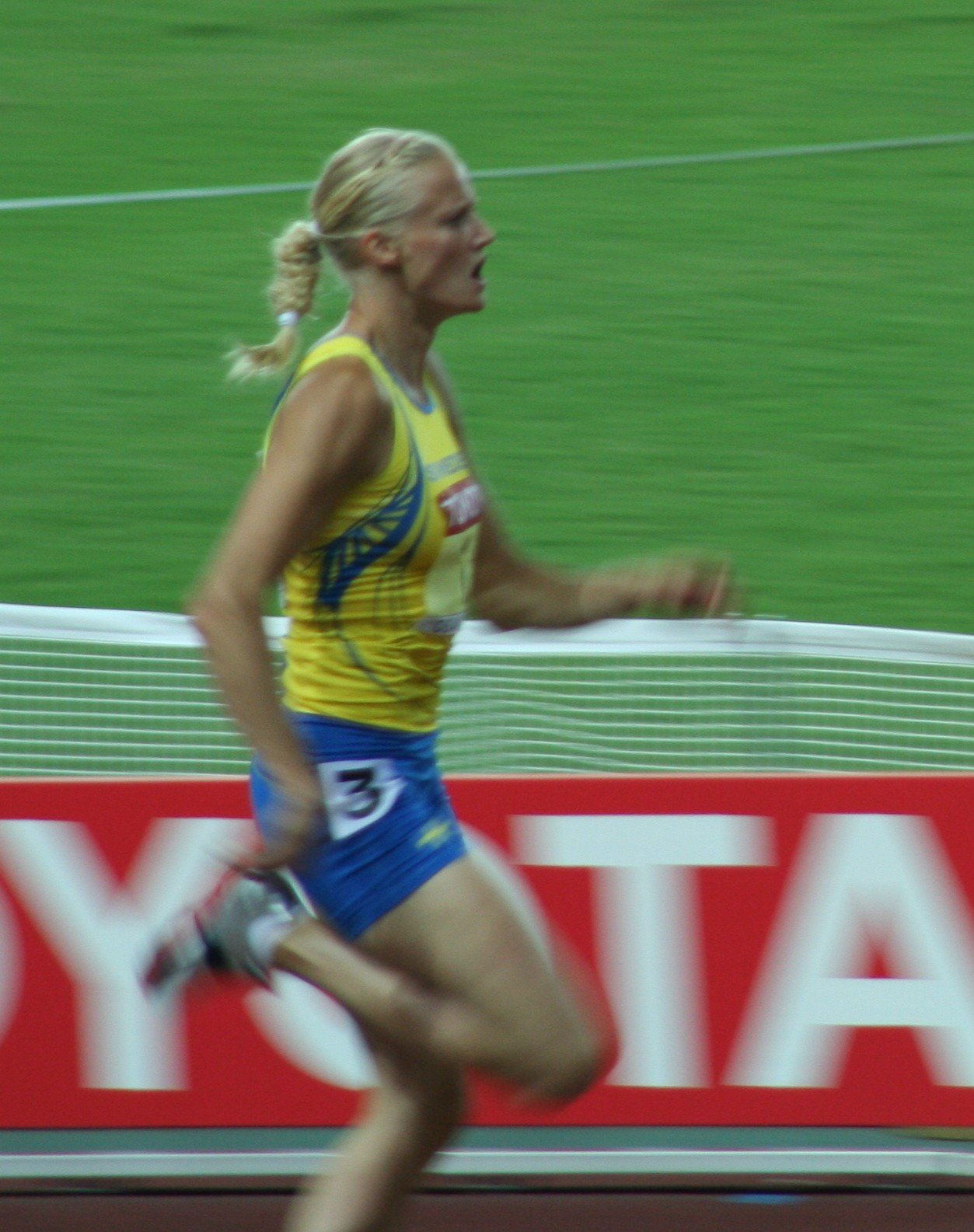
L'heptathlonienne Carolina Klüft en 2007.

Les épreuves combinées requièrent toutes les qualités nécessaires à la pratique de l'athlétisme. Dès la Grèce antique, des compétitions multidisciplinaires furent disputées afin de récompenser l'homme le plus complet.
Le décathlon prend naissance au cours du XIXe siècle dans différents pays européens avant que les Irlandais n'exportent cette idée aux États-Unis. Un championnat toutes épreuves (« all around championship »), composé de dix tests athlétiques successifs, est alors expérimenté. Avery Brundage, futur président du comité international olympique, remporta à trois reprises le concours national américain. Disputé sur deux jours, le décathlon est constitué de quatre courses (100 m, 400 m, 110 m haies et 1 500 m), de trois sauts (longueur, hauteur et perche) ainsi que de trois lancers (poids, disque et javelot). Chaque performance est convertie en points selon un barème et la somme de ces points détermine le classement.
Les premières épreuves combinées féminines eurent lieu pour la première fois en 1928 sous la forme d'un pentathlon. Deux épreuves supplémentaires furent rajoutées au début des années 1980, donnant naissance à l'heptathlon. Ce dernier se compose de trois courses (100 m haies, 200 m et 800 m), de deux sauts (longueur et hauteur) et de deux lancers (poids et javelot).

### Marche athlétique

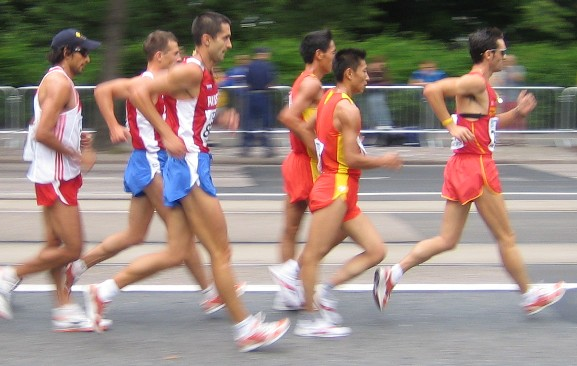
Marcheurs lors des Mondiaux 2005.

La marche athlétique est une invention d'origine britannique datant du XIXe siècle. Entre 1775 et 1800, des marches de six jours sont organisées, suscitant un véritable engouement populaire. Le premier championnat de marche de vitesse a lieu en 1866 sur 7 miles, et 1908 marque l'entrée de cette discipline au programme des Jeux olympiques (sur 3 500 m). La marche athlétique est une discipline sportive dans laquelle les engagés doivent marcher sans jamais courir, c'est-à-dire qu'un pied au moins doit être en permanence en contact avec le sol (à l'œil nu) tandis que la jambe de soutien doit être droite (pas pliée au genou) depuis le moment où le pied touche le sol jusqu'à ce qu'elle passe à la verticale du buste.
Les épreuves de marche athlétique aux championnats du monde sont aujourd'hui le 20 km et le 35 km. Les épreuves aux jeux olympiques sont le 20 km et une épreuve de marche par équipes mixtes d'une distance équivalente à celle du marathon (42,195 km). Le 50 km marche, initialement réservé aux hommes puis temporairement ouvert à femmes, a donc été supprimé de ces compétitions.
Il existe aussi des épreuves de marche athlétique de fond, dont la plus connue est le Paris-Colmar à la marche (500 km), ainsi que des épreuves sélectives de marche de fond (150 à 200 km).

## Environnement du stade

### Piste et aires de concours

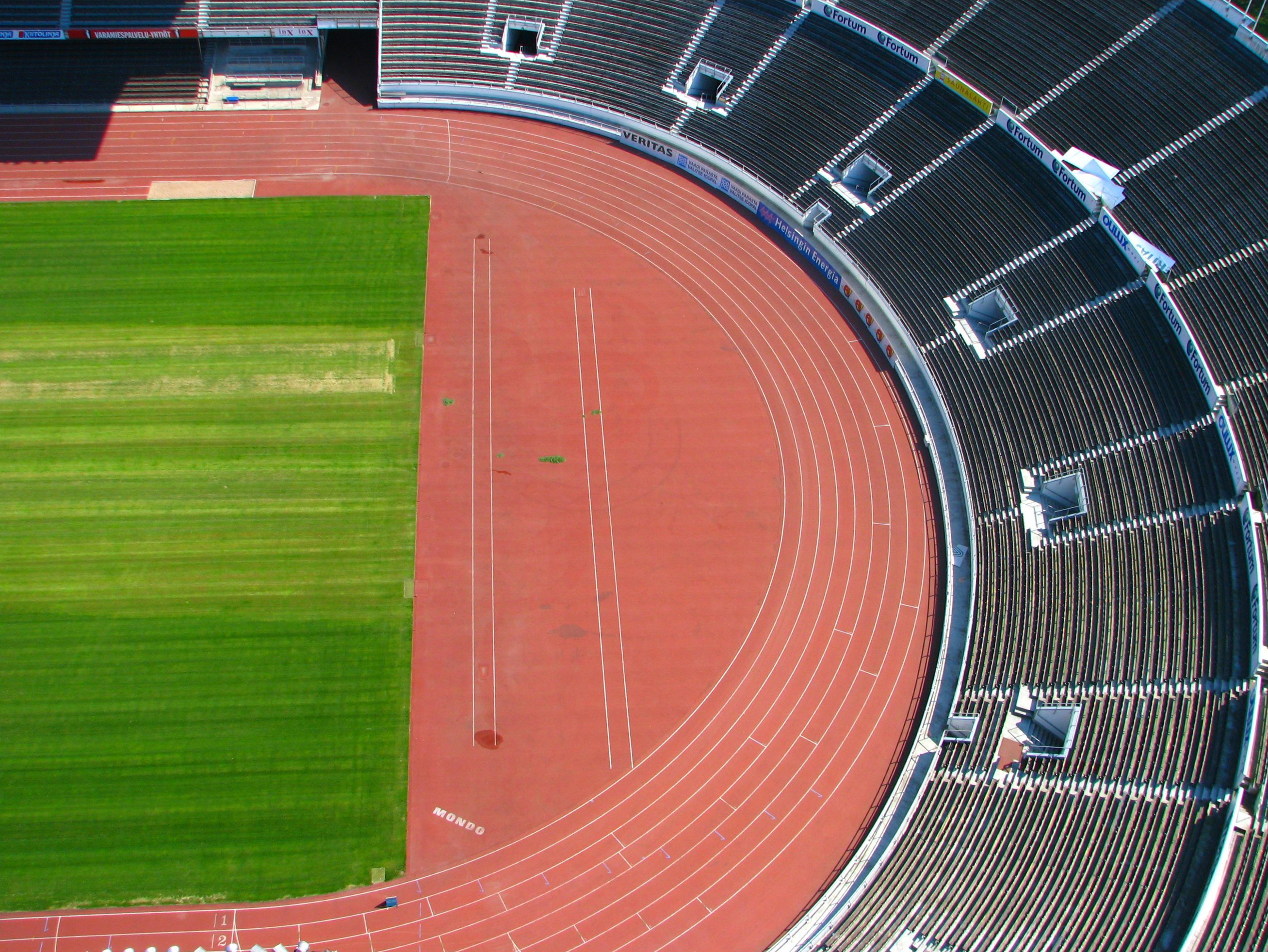
Stade olympique d'Helsinki

Le stade d'athlétisme doit répondre à certaines normes pour officialiser les compétitions et les performances qui s’y déroulent. Toutes les installations sont réglementées par l’IAAF (dimensions, déclivité et disposition). Les compétitions d’athlétisme en plein air se déroulent dans des stades constitués d’une piste ovale de 400 mètres de long. Cette distance a évolué au cours des années. Aux Jeux de 1896, la piste mesurait 333,33 m, pour passer à 500 m lors des Jeux de 1900 à Paris, et à 536,45 m (un tiers de mile) à Saint-Louis en 1904. En 1912, la distance fut portée à 383 m, puis à nouveau 500 m aux Jeux olympiques d'été de 1924.
La piste d'athlétisme est formée de deux lignes droites parallèles et deux virages identiques, et doit comporter de 6 à 8 couloirs de 1,22 m de large, et un fossé adaptable à la course du 3 000 m steeple (la rivière). En salle, la longueur de la piste est de 200 m et les virages peuvent être relevés de 18 degrés au maximum. Le nombre de couloirs doit être compris entre 4 et 6. Une piste en ligne droite indépendante, située au centre de la salle, est requise. La texture de la piste d'athlétisme a évolué au fil des années. Tout d'abord disputées sur terre, puis sur herbe au début du siècle, les courses d'athlétisme se déroulent ensuite sur une piste en cendrée, forme de terre battue. Les années 1960 sont marquées par l'avènement des surfaces synthétiques. En 1967, la firme 3M innove en créant les premières pistes en polyuréthane. Le tartan fait son apparition pour la première fois lors des Jeux olympiques d'été de 1968 à Mexico. La couleur rouge de la piste est alors choisie en raison de sa résistance aux rayons ultra-violets du soleil.

Piste d'athlétisme traditionnelle et aires de concours

Les aires de lancers sont composées d'une surface d'élan délimitée par un cercle fait d'une bande de fer dont le diamètre varie selon la discipline (2,135 m pour le poids et le marteau et 2,50 m pour le disque) et dont le revêtement peut être en béton ou en asphalte. Le lancer du javelot est effectué sur une piste d'élan synthétique similaire à la piste. Sa longueur minimale est de 36 m et sa largeur de 4 m. Chaque athlète ne doit pas mordre la ligne ou le cercle de lancer sous peine de voir son jet invalidé par les juges. Les secteurs de chute sont généralement en herbe afin que l'engin puisse laisser une empreinte au sol pour mesurer la distance. Il est délimité par des lignes blanches et forme un angle déterminé (29° pour le javelot et 34°9 pour les autres engins). Les aires de sauts sont composées en matériau synthétique. La longueur et le triple saut disposent d'une piste d'élan de 40 m de long et de 1,22 m de large, et se terminent par une fosse de réception (de 9 m de long sur 2,75 m de large) remplie de sable fin. Des planches d'appels sont fixées au sol et sont recouvertes de plasticine afin de vérifier si un athlète n'a pas mordu son saut. L'aire du saut en hauteur mesure 20 × 20 m afin de pouvoir installer le sautoir. Enfin, les perchistes disposent d'un couloir d'élan de 40 m de long et de 1,22 m de large conclu par un bac d'appel.

### Matériel et équipement
| Poids des engins |          |          |
| Poids            | 7,260 kg | 4 kg     |
| Disque           | 2 kg     | 1 kg     |
| Javelot          | 0,800 kg | 0,600 kg |
| Marteau          | 7,260 kg | 4 kg     |
| Hauteur de haies |          |          |
| 100 m haies      | -        | 0,84 m   |
| 110 m haies      | 1,06 m   | -        |
| 400 m haies      | 0,91 m   | 0,76 m   |
| 3 000 m steeple  | 0,91 m   | 0,76 m   |

Une compétition d'athlétisme nécessite, par son nombre élevé d'épreuves, un matériel important. Pour les courses (du 60 m au 400 m), la présence de starting blocks, si possible reliés avec un système de contrôle des faux-départs, est obligatoire. Ils permettent une meilleure impulsion et des départs sans dérapage. Par ailleurs, des plots de départ doivent indiquer les couloirs attribués aux athlètes. Afin d'homologuer les performances, l'IAAF impose la présence d'un anémomètre afin de mesurer et d’enregistrer la vitesse du vent, ainsi qu'un système de chronométrage entièrement automatique au centième de seconde.
Des matelas de réception, ainsi que des poteaux avec supports, sont requis pour les sauts en hauteur et à la perche. Les barres peuvent être en bois, en métal ou en fibre de verre. Des taquets fixés à des montants mobiles doivent être prévus à la perche. Les divers engins de lancer – poids, disques, marteaux et javelots – doivent respecter scrupuleusement les poids et dimensions conformes aux diverses catégories d’âge et de sexe. Le témoin utilisé lors des courses de relais ne doit pas excéder 50 g et 30 cm. Des panneaux d'affichage doivent être utilisés pour renseigner les athlètes et les spectateurs des performances enregistrées.
La tenue typique d'un athlète est constituée d'un maillot, d'un short et de chaussures de courses. Celles utilisées par un sprinteur ne possèdent ni talon ni voûte plantaire, et comptent 11 crampons ne devant pas dépasser 9 mm de longueur.

## Officiels et règlements

### Officiels

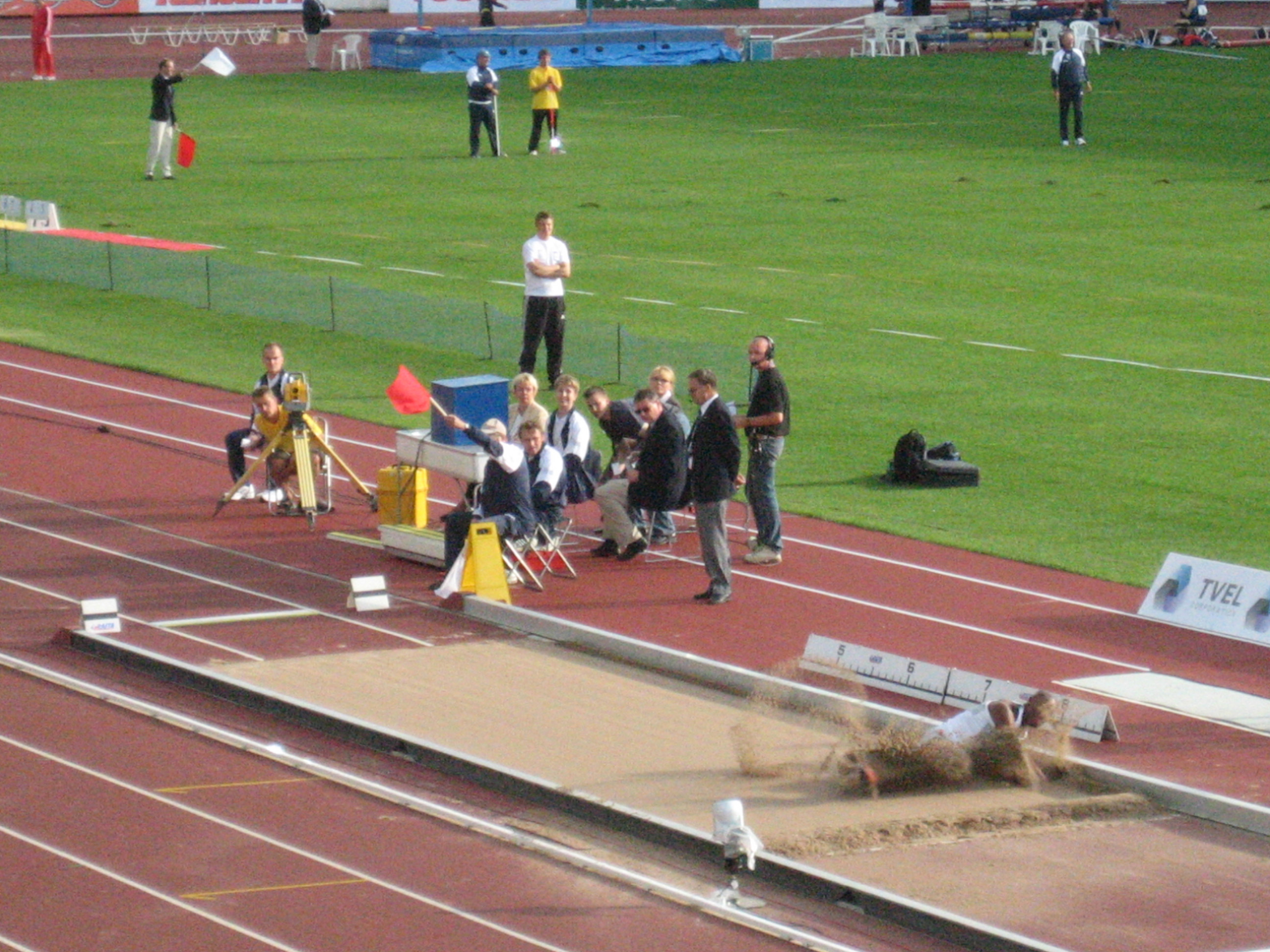
Officiel indiquant à l'athlète que son saut en longueur n'est pas validé.

Une compétition d’athlétisme est composée de divers officiels chargés de garantir le bon déroulement des épreuves et la validité des performances, en veillant sur l'application constante des règlements internationaux.
Pour les compétitions le ou les juge-arbitre(s) devront veiller à ce que les règles des compétitions soient observées. Le starter est chargé d’assurer au mieux le départ des courses, notamment en matière de tenue des athlètes, de placement, ou de positionnement dans les starting-blocks. Il veille également à d’éventuels faux-départs et disqualifie le responsable. Les commissaires de course doivent signaler au juge-arbitre toute entrave au règlement lors du déroulement des courses, notamment en cas d’empiétement du couloir de gauche en virage, de mauvais franchissements d’obstacles, de bousculades ou encore de mauvais passage de témoin lors des relais. Les athlètes sont classés dans l'ordre dans lequel une partie de leur corps (torse, à l'exclusion de tête, cou, bras, jambe, main ou pied) franchit le bord intérieur de la ligne.
Le jury de course est secondé par des chronométreurs officiels qui doivent disposer obligatoirement d’un outil de mesure automatique au centième de seconde ainsi que d’un anémomètre.
Les concours de saut et de lancer sont également encadrés par le juge-arbitre. Il est secondé par au moins cinq juges-officiels chargés de vérifier la bonne exécution et la validité de l'essai, ainsi que de mesurer au centimètre près la performance de l'athlète. Un essai est validé lorsque le juge lève un drapeau blanc, invalidé s'il lève un drapeau rouge. À la fin des épreuves, le juge-arbitre doit établir un classement définitif et accompagner les lauréats au podium.

### Règles de compétition

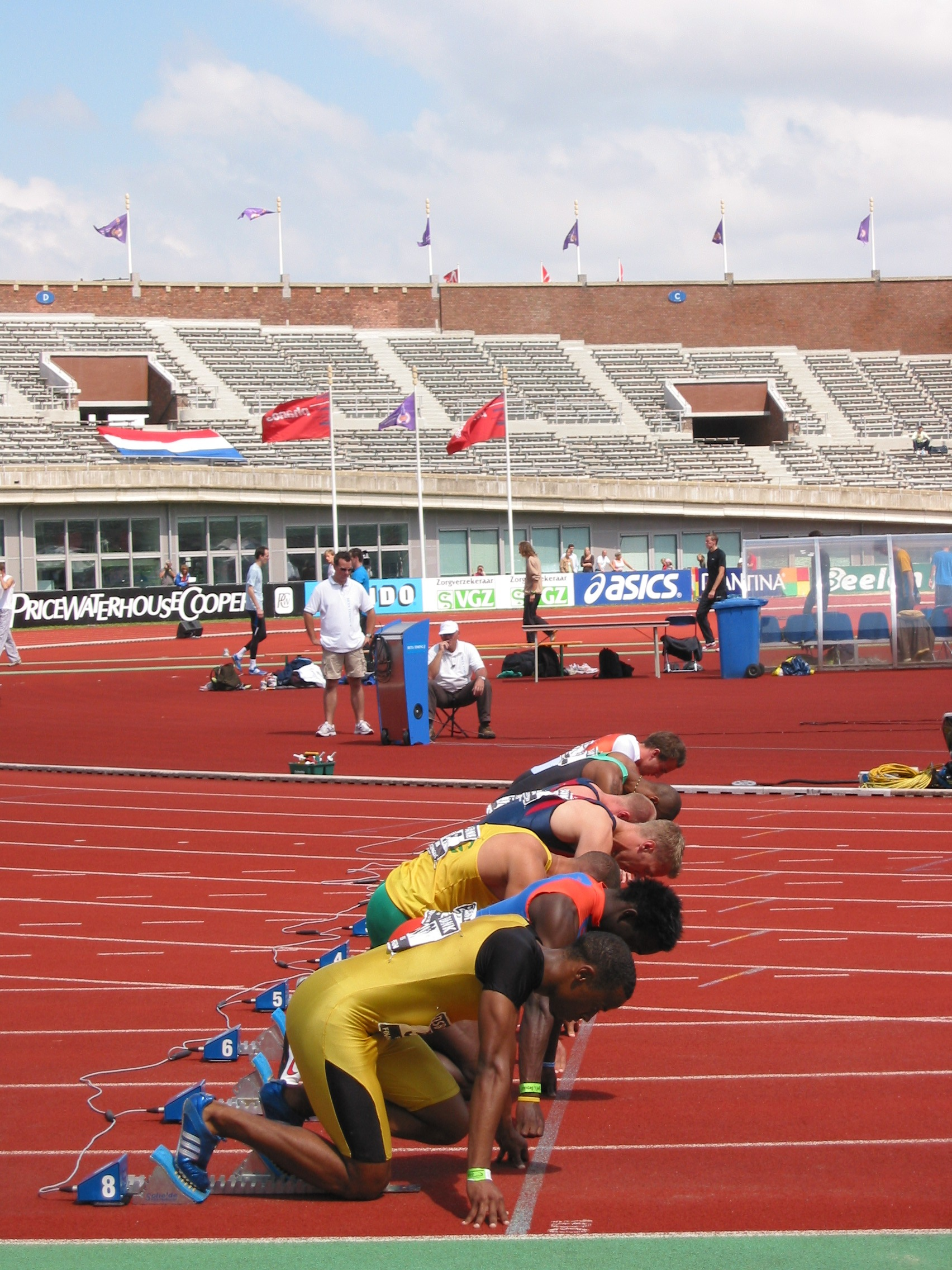
Positionnement des athlètes lors d'un 100m avant le coup de pistolet du starter.

L'IAAF a édicté des règles de compétition strictes et rigoureuses afin de garantir l'équité des concurrents lors des épreuves. Lors d'une compétition officielle, l'athlète doit être préalablement inscrit et pointer au secrétariat pour recevoir son dossard. Il dispose d'un terrain d'échauffement réservé à cet effet et doit se présenter à la chambre d’appel à un horaire déterminé. Il doit ensuite se diriger vers le lieu des épreuves accompagné des autres concurrents. Les athlètes doivent porter des tenues réglementaires reconnues par leur Fédération. Ces tenues doivent de plus être non offensantes et ne pas gêner la vision des juges. Un athlète a la possibilité de participer pieds nus, ou porter des chaussures à un ou aux deux pieds.
Lors des courses de sprint, les athlètes courent dans le couloir qui leur est affecté, d’un bout à l’autre de l’épreuve et partent obligatoirement des starting-blocks où un juge (starter) donne les commandements de départ suivants : « à vos marques », puis « prêts ? » avant de déclencher le coup de pistolet, lorsque les coureurs sont en position immobile. Les concurrents ne doivent pas changer de couloir ni empiéter sur la ligne intérieure, surtout en virage. À partir du 800 m, les athlètes partent en position debout, sans le deuxième commandement. Pendant la course, ils ne doivent ni se gêner, ni se bousculer. Pour les relais, les athlètes doivent respecter les zones de transmission marquées sur la piste et acheminer le témoin jusqu'à la ligne d'arrivée. Pour les épreuves d’obstacles, les coureurs doivent passer au-dessus de la haie et ne pas la renverser délibérément.
Lors des sauts en hauteur et à la perche, les montées de barre doivent être fixées à l’avance, et l'ordre de passage des concurrents nécessite un tirage au sort. Chaque concurrent dispose d'un temps imparti et de trois tentatives par hauteur de barre pour la franchir. Le classement est effectué en retenant la meilleure hauteur franchie. À la longueur et au triple saut, tous les athlètes disposent également de trois essais, puis les huit meilleurs sauteurs ont droit à trois tentatives supplémentaires. Le saut est validé par les juges si le sauteur ne « mord » pas la ligne d’appel au cours de sa tentative et sort de la fosse de réception en avant de la marque laissée dans le sable.
Dans les compétitions internationales, un athlète est un représentant d'une fédération. Dans le cas de changement de nationalité ou de double nationalité, il ne pourra représenter son nouveau pays pendant au moins trois ans à compter de la date à laquelle il a représenté pour la dernière fois la première fédération. Un athlète peut être soumis à un contrôle antidopage dès la fin d'une épreuve. Dans le cas d'un relais, tous les membres doivent se soumettre au contrôle. Les échantillons sont ensuite envoyés à un laboratoire accrédité de l’AMA. L'homologation d'une performance et d'un record est soumise à la présence des résultats des analyses de ces échantillons dans le dossier. Plus tard, si un athlète reconnaît avoir eu recours à des substances interdites durant la période où avait été établi le record, celui-ci est retiré des tablettes. Le compétiteur dispose d'un droit d'appel. Il doit être déposé par un représentant de l'athlète ou l'athlète lui-même.

## Organisation internationale: l'IAAF

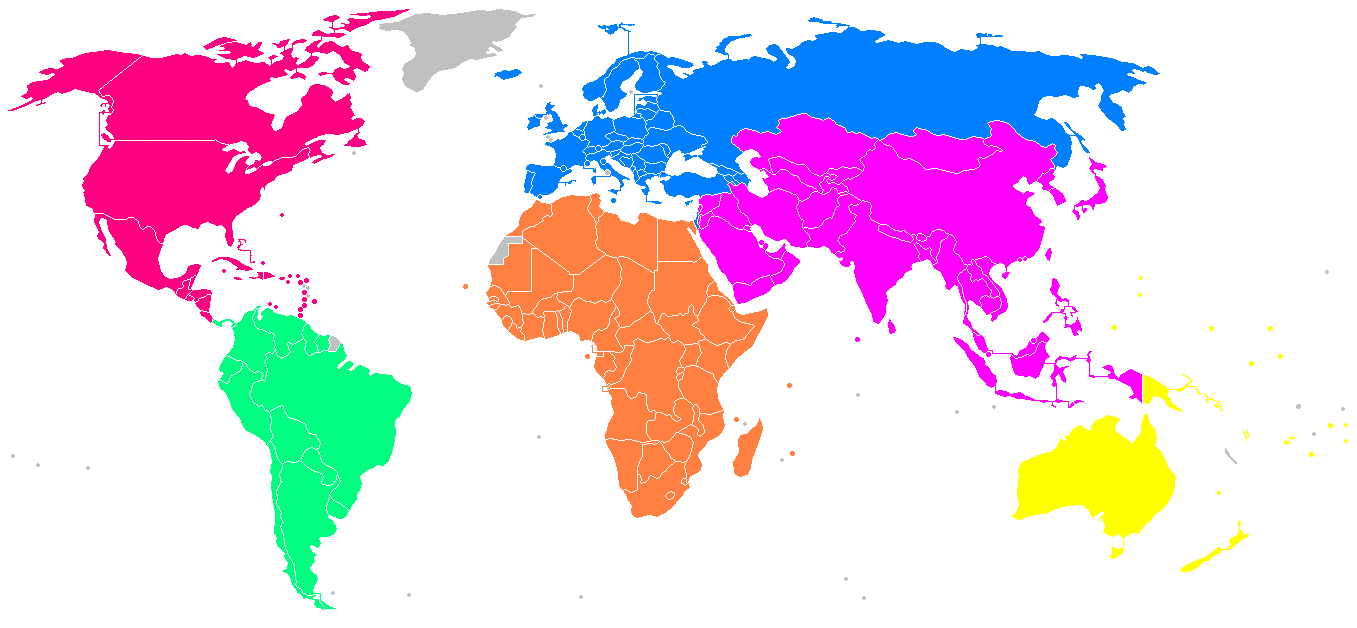
Carte des six fédérations continentales de l'IAAF
AAA - Association asiatique d'athlétisme
CAA - Confédération africaine d'athlétisme
CONSUDATLE – Confédération sudaméricaine d'athlétisme
NACACAA – Association d'athlétisme d'Amérique du Nord, d'Amérique centrale et des Caraïbes
EAA – Association européenne d'athlétisme
OAA – Association océanienne d'athlétisme

En 1912, immédiatement après les Jeux de Stockholm, l'Association internationale des fédérations d'athlétisme voit le jour ; elle rassemble alors 17 membres de la Fédération internationale d'athlétisme. L'IAAF a procédé à la codification de l'athlétisme à l'échelle mondiale, en fixant des règles très strictes garantissant la régularité des épreuves. Elle veille aussi à la validation des records mondiaux, ainsi qu'à l’organisation des compétitions internationales. En 2015, le Britannique Sebastian Coe est le président de cette institution dont le siège est situé à Monaco.
L'IAAF est subdivisée en six régions continentales (Afrique, Asie, Europe, Océanie, Amérique centrale et du Nord, Amérique du Sud) régies elles-mêmes par leur propre institution. L'Association européenne d'athlétisme est créée en 1970, et comprend aujourd'hui 50 membres.
Au total, 214 fédérations nationales membres sont affiliées à l'IAAF, soit plus qu'il n'existe de pays dans le monde, certaines dépendances politiques des Antilles et d'Océanie y sont notamment représentées. En France, la FFA voit le jour en 1920. Elle est notamment chargée de gérer la formation sportive à travers les différents clubs, d'organiser les compétitions et d'établir les règles techniques nationales. Sous sa tutelle, les différents Comités départementaux et Ligues régionales encadrent les milliers de clubs d'athlétisme en France.
De nombreux pays se sont dotés d'une structure professionnelle. En France, la Ligue nationale d'athlétisme a vu le jour le 28 janvier 2007. Elle regroupe une vingtaine d'athlètes français sous contrat qui perçoivent un salaire et une aide à la formation en contrepartie de leur participation à certains meetings[réf. nécessaire]. C'est la première fois en France qu'un sport individuel s'organise en ligue professionnelle.

## Principales compétitions

### Championnats internationaux
Ces compétitions internationales se déroulent selon un calendrier quadriennal. Elles se composent des Jeux olympiques, des championnats du monde et des championnats continentaux, et sont organisées par l'IAAF, le CIO ou la fédération continentale (par exemple la Fédération européenne d'athlétisme). Seuls trois athlètes par nation sont autorisés à concourir dans chaque discipline. Afin de sélectionner les meilleurs athlètes, un grand nombre de pays ont mis en place le système des minima établi selon un barème de performances.

#### Jeux olympiques

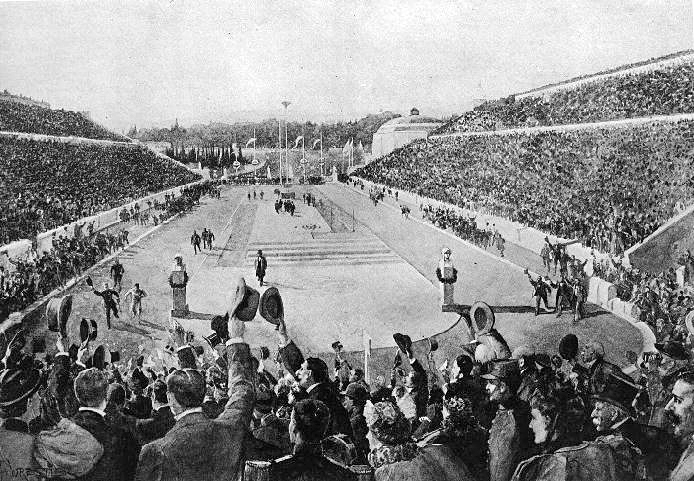
L'arrivée du Marathon dans le Stade panathénaïque lors des premiers jeux de l'ère moderne en 1896.

La principale compétition d'athlétisme se déroule tous les quatre ans lors des Jeux olympiques d'été. L’histoire de l'athlétisme se confond avec celle des Jeux olympiques, il fut en effet présent dès 1896 lors de la renaissance des olympiades à l'initiative du baron Pierre de Coubertin. Il fait par ailleurs partie des cinq sports ayant toujours figuré au programme olympique. Il est celui qui comprend le plus grand nombre d'épreuves avec la natation. De douze titres décernés lors des premiers jeux rénovés, le total des épreuves programmées pour les Jeux de Tokyo de 2020 puis de Paris de 2024 s'élève à 48. Les femmes ont été autorisées à concourir pour la première fois lors des Jeux de 1928, et cela contre la volonté de Coubertin. Il existe aujourd'hui autant d'épreuves pour les hommes que pour les femmes. Les compétitions se déroulent essentiellement dans le stade olympique, lieu des cérémonies d'ouverture et de clôture. Elles focalisent, durant le déroulement des Jeux, l'attention des spectateurs et des médias. L'athlétisme est considéré comme le « sport roi » des Jeux olympiques.

#### Championnats du monde

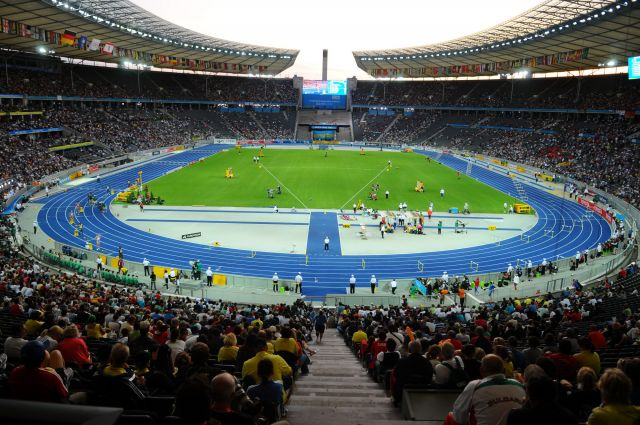
Le stade olympique de Berlin accueillant les mondiaux 2009.

Longtemps dépourvu de rendez-vous mondiaux puisque les Jeux olympiques tenaient lieu de compétition suprême, l'athlétisme consacra sa grande mue par la tenue de ses premiers championnats du monde à Helsinki en juillet 1983, sur une idée de son président de l'époque Primo Nebiolo. Ce rendez-vous mondial désigne un champion du monde pour chaque discipline. Depuis 1991 la compétition est devenue bisannuelle, encadrant l'année olympique. La dix-neuvième édition est organisée en 2023 à Budapest. En marge de cet événement, le cross-country bénéficie de ses propres championnats du monde disputés chaque année durant l'hiver (tous les deux ans depuis 2011). L'épreuve, sous la forme d'un cross long et d'un cross court, récompense les meilleurs athlètes individuels ainsi que la meilleure équipe. Les championnats du monde d'athlétisme en salle ont lieu également tous les deux ans, en alternance avec la compétition disputée en plein air. Une première édition s'est tenue en 1985 à Paris sous le nom de Jeux mondiaux indoor, mais l'appellation officielle de championnats du monde en salle est donnée pour la première fois en 1987 à Indianapolis.

#### Championnats continentaux
Les fédérations continentales organisent leurs propres championnats visant à récompenser leurs meilleurs athlètes. Des championnats d'Europe sont ainsi organisés tous les quatre ans par l'Association européenne d'athlétisme, au milieu d'un cycle olympique. La première édition eu lieu en 1934 à Turin et la dernière en date s'est tenue en 2018 à Berlin, la compétition ayant adopté un cycle bisannuel à partir de 2012, en alternance avec les championnats du monde. Depuis 1966, des championnats d'Europe en salle sont disputés tous les deux ans. Les autres fédérations organisent également leur propre compétition en plein air, à l'image des championnats d'Afrique ou des championnats d'Asie. Les championnats du monde et/ou d’Europe de cross, de marche, de semi-marathon et de marathon font l’objet de classements par équipes.

### Meetings

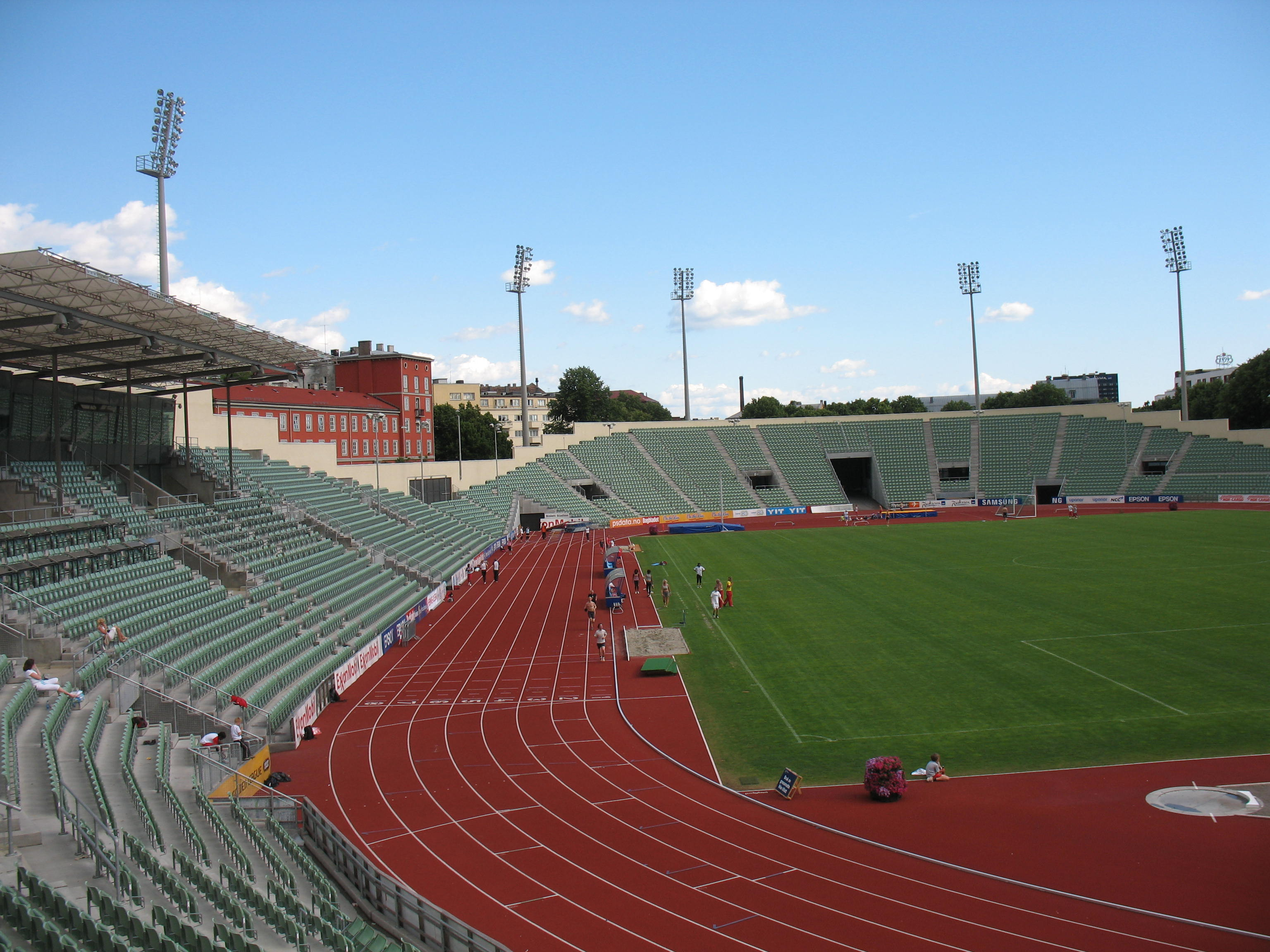
Le Meeting d'Oslo fait partie des 14 étapes de la Ligue de diamant 2010.

Outre les Jeux olympiques, les championnats du monde, les championnats d’Europe et les championnats nationaux, l’athlétisme se décline également sous la forme de rencontres internationales appelées meetings. Elles s'appuient sur des partenaires publics ou des sponsors privés, et fonctionnent sur un programme réduit de quelques épreuves. Les athlètes participants sont invités par les organisateurs. Les meetings sont organisés au niveau international, national et régional, et utilisent le système des primes d'engagement et des primes de performances. De très nombreux meetings d’athlétisme existent et sont classés par label en fonction de l'importance et du prestige de la compétition.

#### Avant 2010
Le circuit de la Golden League, intégré dans le Tour mondial d'athlétisme (World Athletics Tour) de 1998 à 2009 regroupe les « meilleurs » athlètes de l'année et bénéficie d'une importante couverture médiatique (retransmission télévisée) et de dotations importantes. En 2008, l'épreuve était composée de 6 meetings européens : Oslo, Rome, Paris, Zurich, Bruxelles et Berlin, la finale de la saison ayant lieu à Monaco. Les athlètes parvenant à remporter une même épreuve lors de tous ces meetings se partagent un « jackpot » d'un million de dollars en lingots d'or. Les six épreuves féminines et six épreuves masculines sont choisies par l'IAAF.
Les autres meetings, moins prestigieux que la Golden League, sont ensuite classés (par ordre décroissant) par l'IAAF en Super grand prix, puis en Grand prix. Ils doivent répondre à plusieurs critères : la qualité des infrastructures, la logistique, une dotation minimale, et une présence obligatoire d'athlètes en fonction de leur classement. Les autres meetings ne permettent pas aux athlètes de marquer des points au classement IAAF.
La Finale mondiale regroupant les meilleurs athlètes de l'année est disputée en fin d'année jusqu'en 2009.

#### Depuis 2010
À partir de 2010, pour renforcer la popularité de l'athlétisme hors de l'Europe, la Golden League disparaît au profit de la Ligue de diamant qui regroupe 14 meetings en Europe, Moyen-Orient, Asie et aux États-Unis. Contrairement à la Golden League, à chaque épreuve (16 épreuves masculines et 16 épreuves féminines) sont attribués des points en fonction de la place obtenue. À la fin des 14 meetings, le premier de chaque catégorie remporte un diamant de 4 carats.
Les catégories Super Grand Prix et Grand Prix ont également disparu et été remplacées par une catégorie unique : l'IAAF World Challenge qui regroupe 13 meetings sur tous les continents en 2016. Ces meetings sont moins prestigieux que ceux de la ligue de diamant.
| Ligue de diamant                                    | Ligue de diamant                                        | IAAF World Challenge                                 | IAAF World Challenge                                   |
| --------------------------------------------------- | ------------------------------------------------------- | ---------------------------------------------------- | ------------------------------------------------------ |
| Doha Shanghai Eugene Rome Birmingham Oslo Stockholm | New York Monaco Londres Lausanne Paris Zurich Bruxelles | Melbourne Kingston Tokyo Pékin Ostrava Rabat Hengelo | Dakar Madrid São Bernardo do Campo Berlin Zagreb Rieti |

### Championnats nationaux et interclubs
Chaque pays organise ses propres championnats pour déterminer les meilleurs athlètes par discipline. Les championnats de France d'athlétisme sont organisés tous les ans par la Fédération française d'athlétisme. Ils rassemblent des athlètes par clubs et se déclinent par catégories d'âge (cadets, juniors, espoirs et élite). Des championnats interclubs sont également disputés au niveau départemental et régional, avec des qualifications aboutissant au plus haut niveau.
Les championnats nationaux peuvent également servir d'épreuve qualificative à une future compétition internationale. Aux États-Unis, les « U.S. trials » voient s'affronter les meilleurs athlètes américains. En sprint, le système de sélection s'avère souvent impitoyable puisque certaines finales sont de même niveau que les finales mondiales.

### Autres compétitions
D'autres compétitions par équipes sont organisées, elles portent souvent le nom de « Coupe ». On peut citer notamment la Coupe du Monde des nations qui regroupe des équipes de continents, la Coupe du monde de marathon ou la Coupe du monde de marche. Au niveau continental, la Coupe d'Europe d'athlétisme est une épreuve par équipes regroupant les huit meilleures équipes du continent depuis 1965. Disputée sur deux journées, elle récompense à l'issue d'un classement final les meilleures nations masculines et féminines européennes, et permet de refléter la réelle valeur athlétique d'un pays. La coupe d'Europe est disputée tous les ans depuis 1993, et est régie par l'EAA.
Les « matchs internationaux » sont des rencontres opposant des équipes nationales sur un programme pratiquement complet. Ces épreuves constituaient les compétitions majeures dans la période allant de l'après-guerre à la première édition des Championnats du monde, surtout lors des années non olympiques. Les rencontres entre les équipes des États-Unis et d'URSS étaient souvent considérées comme un événement majeur de la saison d'athlétisme. La France essaye de redonner un peu de gloire à ce type de compétition par l'intermédiaire du DécaNation. Autres compétitions internationales, les Jeux du Commonwealth, les Jeux Méditerranéens, ou les Jeux de la Francophonie sont souvent issues d'organisations historiques ou politiques. Les Universiades, les Goodwill Games (tombés aujourd'hui en désuétude) sont des compétitions multisports organisées sur le modèle des Jeux olympiques.

## Grands noms de l'athlétisme
En 2000, le livre édité par le quotidien sportif français L'Équipe, 100 champions pour un siècle de sport, établissait un classement des 100 sportifs du siècle, parmi lesquels l'athlétisme était le sport le plus représenté. Par ailleurs, en 1999, l'IAAF désigna les champions d'athlétisme du XXe siècle. Chez les hommes, l'Américain Carl Lewis devança son compatriote Jesse Owens alors que la Néerlandaise Fanny Blankers-Koen fut récompensée chez les femmes.

### Hommes

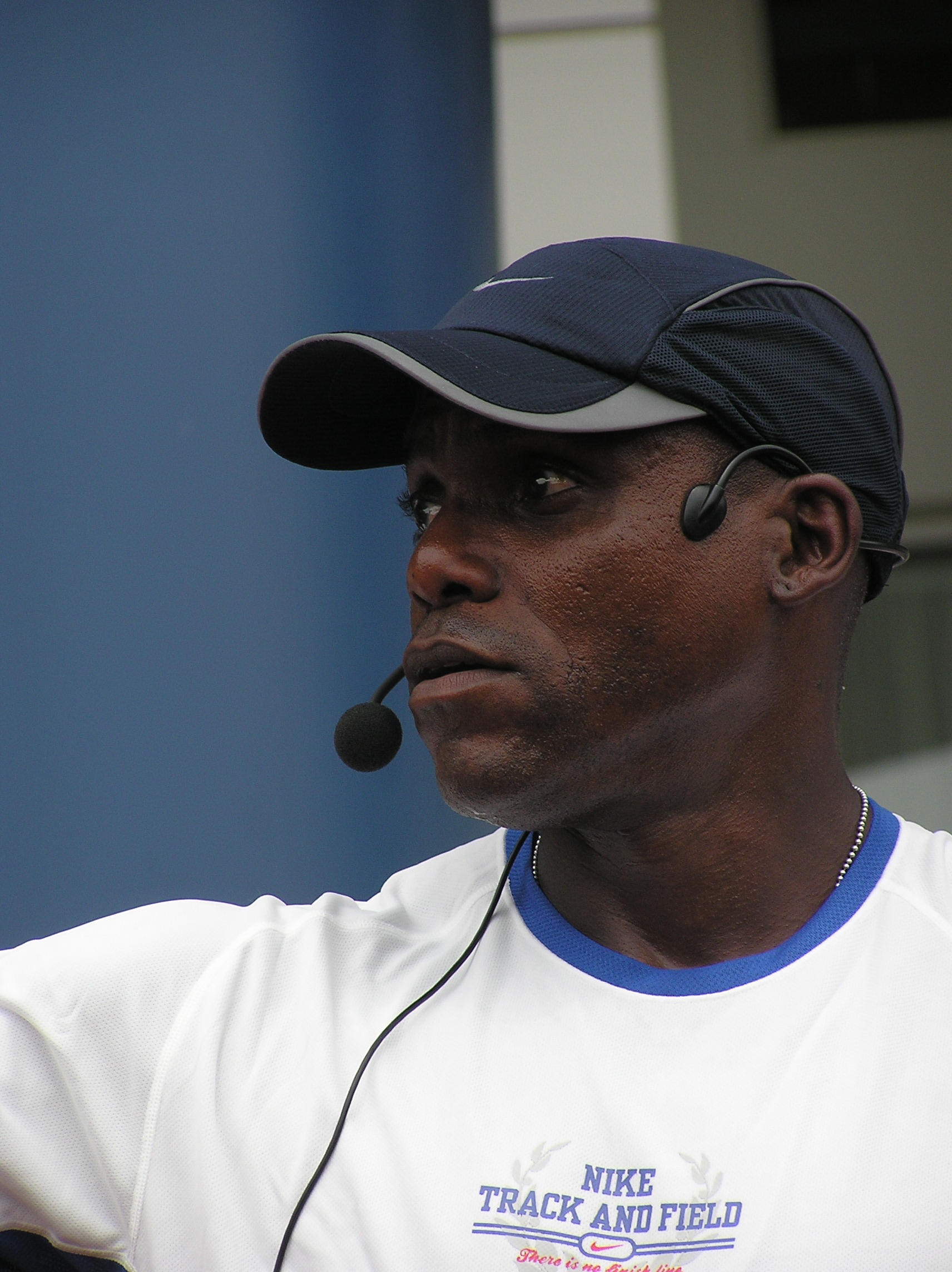
Carl Lewis

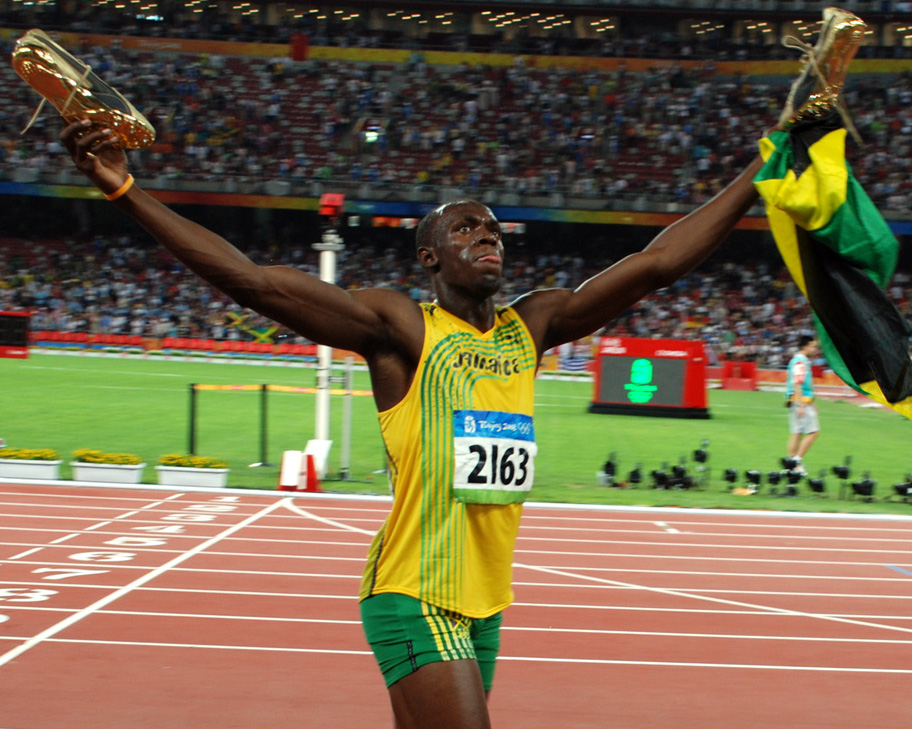
Usain Bolt lors des Jeux olympiques de Pékin en 2008.

Chez les sprinteurs, l'Américain Carl Lewis est sans conteste l'athlète ayant marqué le plus la discipline par l'ampleur de son palmarès. Fort de ses neuf titres olympiques (dont quatre au saut en longueur) et de ses huit titres de champions du monde, il a réussi à asseoir sa domination pendant près de deux décennies, il codétient avec Usain Bolt la performance d'avoir réussi pendant deux olympiques de suite à garder son titre dans trois disciplines différentes : le 100 m, 200 m et le 4 × 100 m. Jesse Owens s'assure une place dans l'histoire du sport en obtenant quatre titres olympiques aux Jeux de 1936. Parmi les autres sprinters de renom, on peut citer Alvin Kraenzlein, Jim Hines, Tommie Smith, Valeriy Borzov, Pietro Mennea, et plus récemment Butch Reynolds, Frank Fredericks, Donovan Bailey, Maurice Greene et Michael Johnson.
Les finlandais volants, surnom donné entre autres aux athlètes Paavo Nurmi, Ville Ritola ou Hannes Kolehmainen, règnent sur les courses de fond et de demi-fond dans la première moitié du XXe siècle. Le Tchécoslovaque Emil Zátopek entre dans la légende en s'adjugeant le 5 000 m, le 10 000 m et le marathon lors des Jeux de 1952. Les autres légendes de l'endurance sont entre autres les Éthiopiens Abebe Bikila et Haile Gebrselassie, le Français Alain Mimoun, l'Australien Herb Elliott, les Britanniques Sebastian Coe et Steve Ovett, le Néo-Zélandais Peter Snell, le Kényan Kipchoge Keino, l'autre Finlandais Lasse Virén, les Marocains Saïd Aouita et Hicham El Guerrouj, l’Algérien Noureddine Morceli ou encore l'Américain Mal Whitfield.
Dans les concours, plusieurs athlètes ont définitivement acquis le statut de « légende » de l'athlétisme. On peut citer notamment les Soviétiques Valeriy Brumel et Viktor Saneïev, ainsi que les Américains Al Oerter, Bob Beamon et Dick Fosbury. Ray Ewry remporte la quasi-totalité des titres olympiques dans les épreuves aujourd'hui disparues de saut sans élan. Plus récemment, Jonathan Edwards, Lars Riedel, Javier Sotomayor, Mike Powell, Jan Železný et Sergueï Bubka ont dominé chacun leur spécialité. Dans les autres épreuves, on retiendra parmi les grands noms de l'histoire du sport les décathloniens Jim Thorpe et Daley Thompson ainsi que les marcheurs Volodymyr Holubnychy et Robert Korzeniowski.
Aujourd'hui, le Britannique Mohamed Farah, succédant à l'Éthiopien Kenenisa Bekele, domine le fond mondial. Les Kényans, comme David Rudisha ou Ezekiel Kemboi, règnent sur le demi-fond. Depuis 2008, le Jamaïcain Usain Bolt réalise des performances exceptionnelles sur le sprint. Aux Jeux olympiques de Pékin, il remporte les épreuves du 100 m, du 200 m et du relais 4 × 100 m en établissant pour chaque épreuve un nouveau record du monde et réédite aux Jeux olympiques de Londres, quatre années plus tard. Aux Jeux olympiques de Rio 2016, Usain Bolt remporte encore une fois les 3 épreuves, totalisant 9 médailles de prestige en athlétisme. Cependant, après la disqualification de l'équipe de Jamaïque de 4 x 100 mètres des Jeux de Pékin, celui-ci perd officiellement une médaille, réduisant son total à 8.
Du côté des courses « hors-stade », en 2019, Eliud Kipchoge devient le premier homme à passer sous les 2 heures et est considéré par plusieurs comme le plus grand marathonien de l'Histoire.

### Femmes

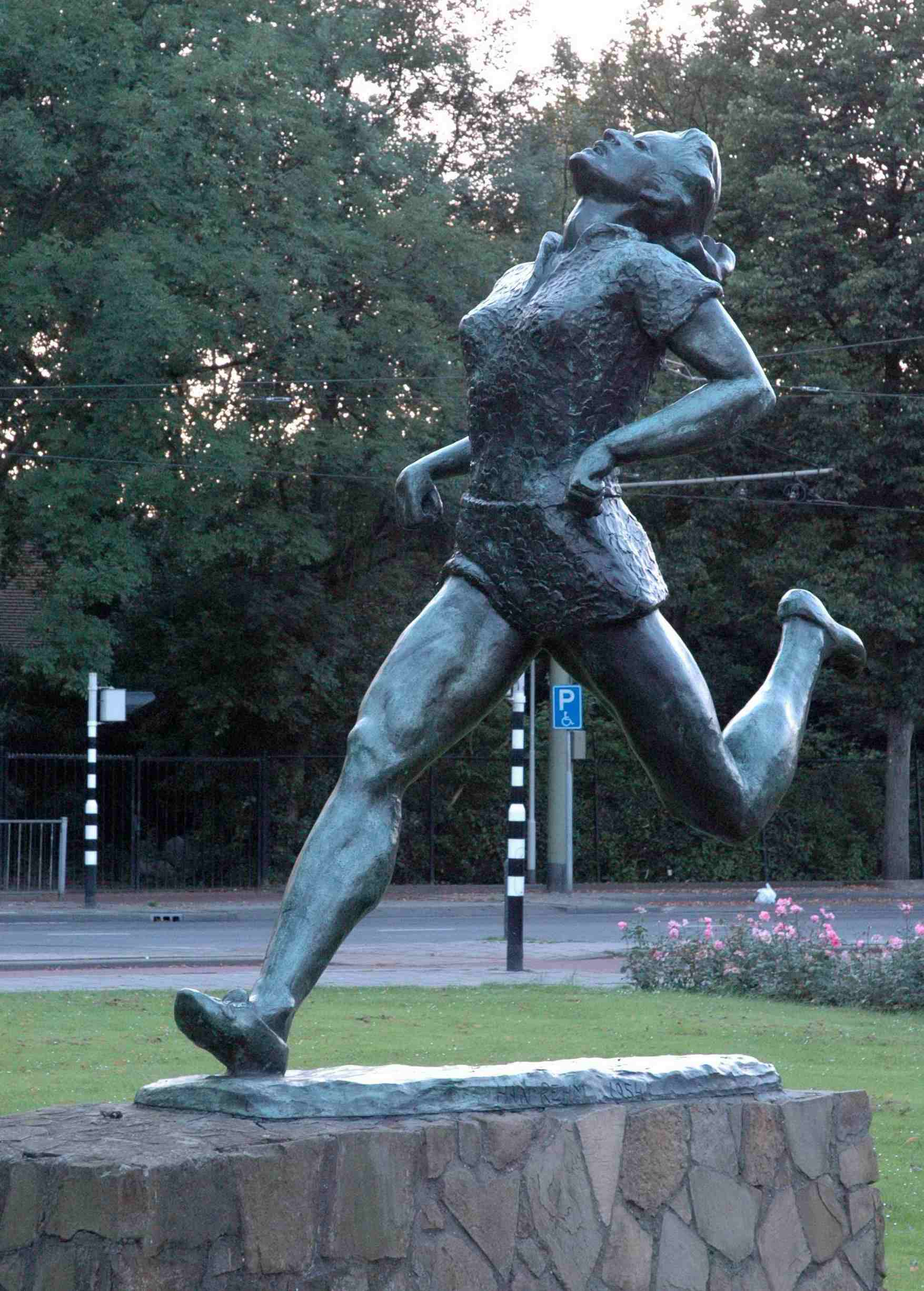
Statue de Fanny Blankers-Koen à Rotterdam.

Depuis sa première apparition aux Jeux olympiques en 1928, l'athlétisme a également forgé au cours des décennies ses légendes féminines. La sprinteuse américaine Betty Robinson devient la première championne olympique sur 100 m. Les courses rapides ont consacré notamment la Néerlandaise Fanny Blankers-Koen, seule femme ayant remporté quatre médailles d'or en une seule olympiade, les Australiennes Betty Cuthbert et Cathy Freeman, la Polonaise Irena Szewińska, les Est-Allemandes Marita Koch et Marlies Göhr, la Française Marie-José Pérec, et la sprinteuse Jamaïcaine Merlene Ottey. On peut également citer des athlètes américaines telles Wilma Rudolph, Evelyn Ashford, Valerie Brisco-Hooks, Gwen Torrence, Gail Devers, ou encore Florence Griffith-Joyner dont les performances inégalées font toujours l'objet de soupçons de dopage.
Chez les « fondeuses », les grands noms sont Jarmila Kratochvílová, Tatyana Kazankina, Maria Mutola, Gabriela Szabó, Doina Melinte, Joan Benoit, Ingrid Kristiansen, Hassiba Boulmerka, Svetlana Masterkova, Kelly Holmes et Derartu Tulu, pour ne citer qu'elles. La Britannique Paula Radcliffe collectionna les places d'honneur sur la piste avant de devenir le grand leader du marathon.
Dans les concours, l'Américaine Jackie Joyner-Kersee domina les épreuves de l'heptathlon et du saut en longueur en décrochant au total trois titres olympiques et quatre titres mondiaux. Sa principale rivale fut l'Allemande Heike Drechsler. Ulrike Meyfarth, Stefka Kostadinova, Inessa Kravets et Trine Hattestad ont également porté leur discipline au plus haut niveau.
Aujourd'hui, la Croate Blanka Vlašić en saut en hauteur, la sprinteuse américaine Allyson Felix, la perchiste russe Yelena Isinbayeva dominent dans leur spécialité. Par ailleurs, les Éthiopiennes Tirunesh Dibaba et Meseret Defar s'avèrent être les plus grandes spécialistes de fond au niveau mondial.

## Athlétisme féminin

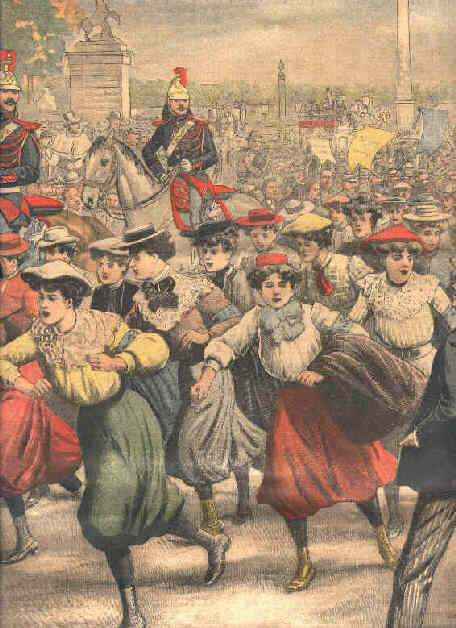
La « course des midinettes » à Paris en 1903.

L’athlétisme féminin, longtemps tenu à l’écart par la Fédération internationale, a définitivement pris sa place depuis la fin de la guerre 1939-1945. Pourtant, la pratique de ce sport par les femmes remonte elle aussi aux civilisations antiques lorsque des concurrentes s’affrontaient dans des épreuves d’haltères et de lancers dans l’Égypte antique, ou lorsque des scènes de courses furent décrites dans la mythologie grecque. Vers 1350 av. J.-C., Hippodomie, femme de Pélops, crée des jeux exclusivement féminins appelés les Jeux d'Héra. Des compétitions de courses à pied s'organisent ainsi tous les quatre ans. Au XVIe siècle en Allemagne, des épreuves athlétiques féminines ouvertes aux jeunes bergères sont organisées à Markt Groningen. Avec la codification de l’athlétisme, les premiers meetings mettant aux prises des femmes apparaissent dès la fin du XIXe siècle. On enregistre dans les universités américaines des compétitions d’étudiantes, à l'image des jeunes filles du Vassar College de New York en 1895. Les athlètes américaines prennent part à des compétitions nationales (universitaires) à partir de 1903. Le 25 novembre 1903 en France, près de 2 500 ouvrières du textile participent à la Course des Midinettes, épreuve reliant Paris à Nanterre à la course ou à la marche. Sur un parcours de 12 km, la modiste Jeanne Cheminel s'impose en 1h10. Les Finlandaises sont admises aux championnats nationaux en 1913.

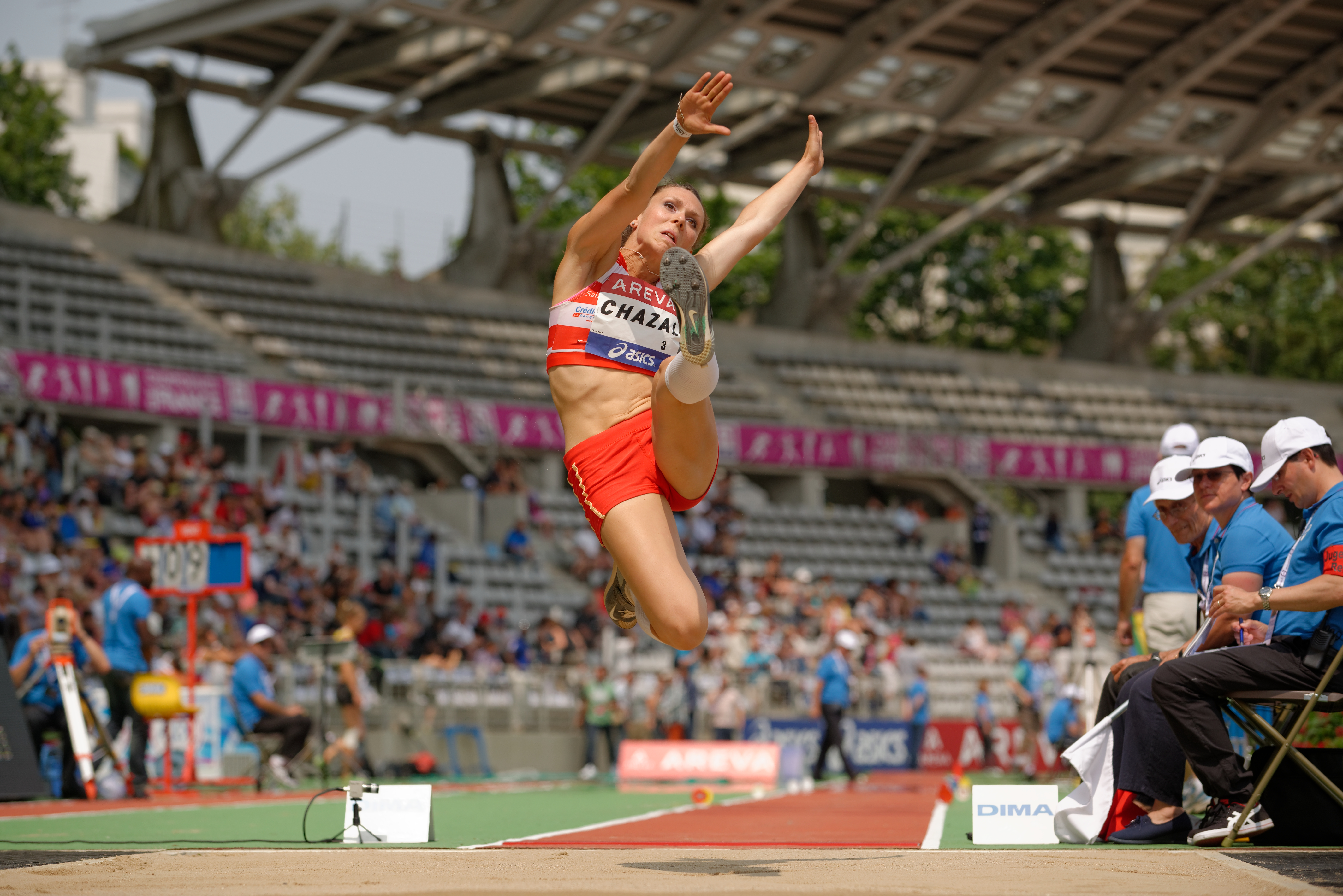
Une athlète participant à une compétition d'heptathlon.

En l’absence des hommes mobilisés lors de la Première Guerre mondiale, l’émancipation du sport féminin est accélérée. C’est ainsi que des réunions sportives inter-usines ont lieu en France et au Royaume-Uni. La Fédération des sociétés féminines sportives de France (FSFSF) est fondée le 18 janvier 1918 en s'appuyant notamment sur des clubs sportifs féminins fondés avant la Grande Guerre comme le Fémina Sport (1912) qui pratique déjà l'athlétisme. Alice Milliat devient présidente de la FSFSF. Se heurtant au refus du baron Pierre de Coubertin et du Comité international olympique d’accueillir des athlètes féminines, Milliat décide de créer en 1921 les premiers Jeux mondiaux féminins regroupant cinq nations européennes à Monte-Carlo, puis les Jeux féminins à Paris en 1922 et à Göteborg en 1926. En août 1922, lors du congrès de la Fédération sportive féminine internationale (fondée en 1921), on voit l'homologation des 38 premiers records mondiaux féminins d'athlétisme. Le début des années 1920 correspond également aux premières épreuves nationales et internationales féminines dans les autres nations européennes.
En 1928, l’IAAF admet la réalité de l’athlétisme féminin en décidant d’intégrer quelques épreuves lors des Jeux d’Amsterdam. Dans l'épreuve du 800 m, l'arrivée de certaines concurrentes à bout de forces provoqua la polémique et rendit la distance non féminine jusqu'en 1960. Un journaliste allemand de l'époque affirme alors : « Nous croyons que la femme ne doit pas courir sur des distances aussi grandes […] presque toutes les concurrentes étaient terrassées. Ce n'était pas beau à voir ». Cette vision de la course fut néanmoins remis en cause par le CIO en 1952 qui considéra que ces femmes s'étaient effondrées au sol plus par déception que par réel épuisement. Aux Jeux de Los Angeles de 1984, lors de l'intégration du marathon féminin au programme olympique, l'arrivée de la Suissesse Gabriela Andersen-Schiess provoque la même polémique qu'en 1928. Totalement déshydratée, elle termine les derniers mètres en titubant et en s'effondrant sur la ligne, contrastant avec la victoire de Joan Benoit dans un meilleur temps qu'Emil Zátopek à Helsinki en 1952.
Le contingent d'athlètes féminines ne cesse de croître aux Jeux olympiques et aux Championnats du monde et les différences de programme entre les hommes et les femmes se réduisent au fil des années. La perche et le lancer du marteau ont été introduits à Sydney en 2000. Aux Jeux olympiques de 2008, le 3 000 m steeple féminin a fait son apparition au programme. Aux Jeux olympiques de 2024, le 50 km marche homme est remplacé par une épreuve de marche par équipes mixtes, de sorte que le nombre d'épreuves est désormais identique pour les hommes et pour les femmes.

## Innovations de la discipline

### Techniques
La progression des performances athlétiques au cours des siècles découle de l'évolution du matériel mais aussi des évolutions techniques propres à chaque épreuve. À la fin du XVIIIe siècle, un général américain invente le « crouch start », technique consistant à prendre le départ d'une course accroupi. Tom Burke, premier champion olympique du 100 m de l'histoire, utilise cette nouvelle méthode. Aux Jeux de 1900, l'Américain Alvin Kraenzlein innove en réduisant le nombre de foulées entre les haies. Dans les années 1920, des Américains introduisent une nouvelle technique de saut en longueur, le « hitch kick », consistant à effectuer des battements de jambes en l'air durant le saut. Au lancer du poids, l'Américain Parry O'Brien invente la technique de lancer dos à l'aire de réception, et en effectuant une rotation à 180°. Juste après la Seconde Guerre mondiale, des entraîneurs soviétiques développent les différentes techniques de saut en hauteur. Valeriy Brumel est l'un des premiers athlètes à expérimenter la technique du « rouleau ventral » qui remplace aussitôt celle des ciseaux. Quelques années plus tard, la discipline est une nouvelle fois révolutionnée par l'apparition du « fosbury-flop », du nom de l'Américain Dick Fosbury qui remporte le concours de la hauteur des Jeux de Mexico en 1968 avec la technique du « saut dorsal ».

### Entraînement
Avec l’apparition du professionnel au début du XXe siècle, les méthodes d’entraînement ne cessent de progresser. Aux États-Unis, la préparation physique des sprinters est mise au point dès les premières compétitions nationales. La technique consiste à courir à l’entraînement à allure de compétition. Au début des années 1920, le fondeur finlandais Paavo Nurmi est l'inventeur d'une méthode d'entraînement diversifiée et rigoureuse basée sur des séances d'endurance et de vitesse chronométrées. Inspiré par l'exemple finlandais, l’entraîneur suédois Gosse Holmer met au point le fartlek, système où l'athlète est libre de pouvoir créer par lui-même un entraînement qui s'adapte à sa propre individualité. Holmer met en place un véritable camp d’entraînement situé en pleine nature suédoise composé d'un parcours sportif en forêt extrêmement sélectif comportant des séries de côtes et d’obstacles (tronc d’arbres, rivière…). Dans les années 1950, la technique de l’entraînement par intervalles, l'interval training, est mis au point par des médecins en Allemagne. Ce système exigeant bénéficie dès l’après-guerre aux athlètes de l’Europe de l'Est, et notamment au Tchèque Emil Zátopek, coureur multi-médaillé aux Jeux olympiques. La RDA, grâce à une politique de détection précoce, de formation d'entraîneurs de haut-niveau, et de recherches en biomécanique ou en physiologie, produit des sprinteuses de haut niveau. En même temps, le jogging est créé en Nouvelle-Zélande, ainsi qu’un nouveau programme intensif basé sur l'endurance. Cette méthode est utilisée, entre autres, par le fondeur Peter Snell dans les années 1960. À Melbourne, l'Australien Herb Elliott reprend les méthodes suédoises d'avant-guerre dans un camp d'entraînement consacré à l'athlétisme.

## Performances

### Records
| Records en athlétisme                                                                 |
| ------------------------------------------------------------------------------------- |
| Monde • Monde en salle • Jeux olympiques • Championnats du monde • Juniors • Cadets • |
| Afrique • Amérique du Nord • Amérique du Sud • Asie • Océanie • Europe                |

Les records du monde d'athlétisme masculins sont reconnus officiellement par l'IAAF depuis 1912. Avant cette date, les performances des athlètes étaient établies par des statisticiens sans garantie de conformité, et sans réelle réglementation pour chaque épreuve. La première liste des records du monde est publiée pour la première fois en 1914 et est composée de 53 records de course à pied, 30 records de marche et 12 records de concours. En 1936, les performances féminines sont diffusées à leur tour par l'IAAF. Ces dernières étaient régies auparavant par la FSFI, une fédération féminine autonome. Depuis 1987, la Fédération Internationale d'Athlétisme prend en compte les épreuves disputées en salle. Actuellement[Quand ?], près d'une cinquantaine de disciplines athlétiques (dont 22 pour les femmes) reconnues font l'objet de records au niveau mondial, continental ou national. Les épreuves non reconnues sont considérées comme des « meilleures performances ».
L'homologation d'un record est soumise au respect d'un certain nombre de règles. Ce record doit d'abord avoir été établi au cours d'une compétition ou réunion figurant au calendrier et respectant les règles de la Fédération internationale. Les courses sont chronométrées électroniquement et le vent qui peut favoriser ou défavoriser les coureurs est pris en compte dans la validité d'une performance ou d'un record. La limite du vent est fixée à 2 m positif (c'est-à-dire dans le sens de la course) par seconde. La demande d'homologation doit être faite dans les trente jours par la Fédération membre de l’IAAF représentant le pays où a été établie la performance.
Les organisateurs de meetings font souvent appel à des « lièvres » lors d'épreuves de fond. Ces athlètes doivent donner à la course une allure suffisante et respecter des temps de passage définis à l’avance, pour permettre aux champions de battre un record. Dans ce cas, les lièvres bénéficient de primes de performance. En 1997, au meeting de Rome, le Kényan William Tanui remporte la somme de 15 000 dollars pour avoir participé au record du monde du mile en tant que lièvre.

### Limites

Évolution du record du monde du 100 m masculin.

Les records du monde ont considérablement changé au cours du XXe siècle, plus particulièrement dans les années 1920 ainsi qu'à partir des années 1950. Avec le progrès technique, notamment l'évolution du matériel, des méthodes d'entraînement, ainsi qu'avec l'aide du dopage, les performances athlétiques sont multipliées à partir des années 1970. Depuis plusieurs années, les nouveaux records du monde d'athlétisme sont moins nombreux malgré l'amélioration des procédés d'entraînement et du recrutement des athlètes. Selon des études, les limites physiologiques de l'espèce humaine seraient atteintes dans une génération, soit vers 2027. Ainsi, certains records du monde à l'image du 100 m féminin à l'actif de l'Américaine Florence Griffith-Joyner en 1988 (10 s 49) semblent aujourd'hui inaccessibles.
En 2009, lors de la finale du 100 m des Championnats du monde de Berlin, le Jamaïcain Usain Bolt a touché du doigt cette barrière en établissant un nouveau record du monde avec un temps de 9 s 58, avec un faible vent favorable.

## Dopage

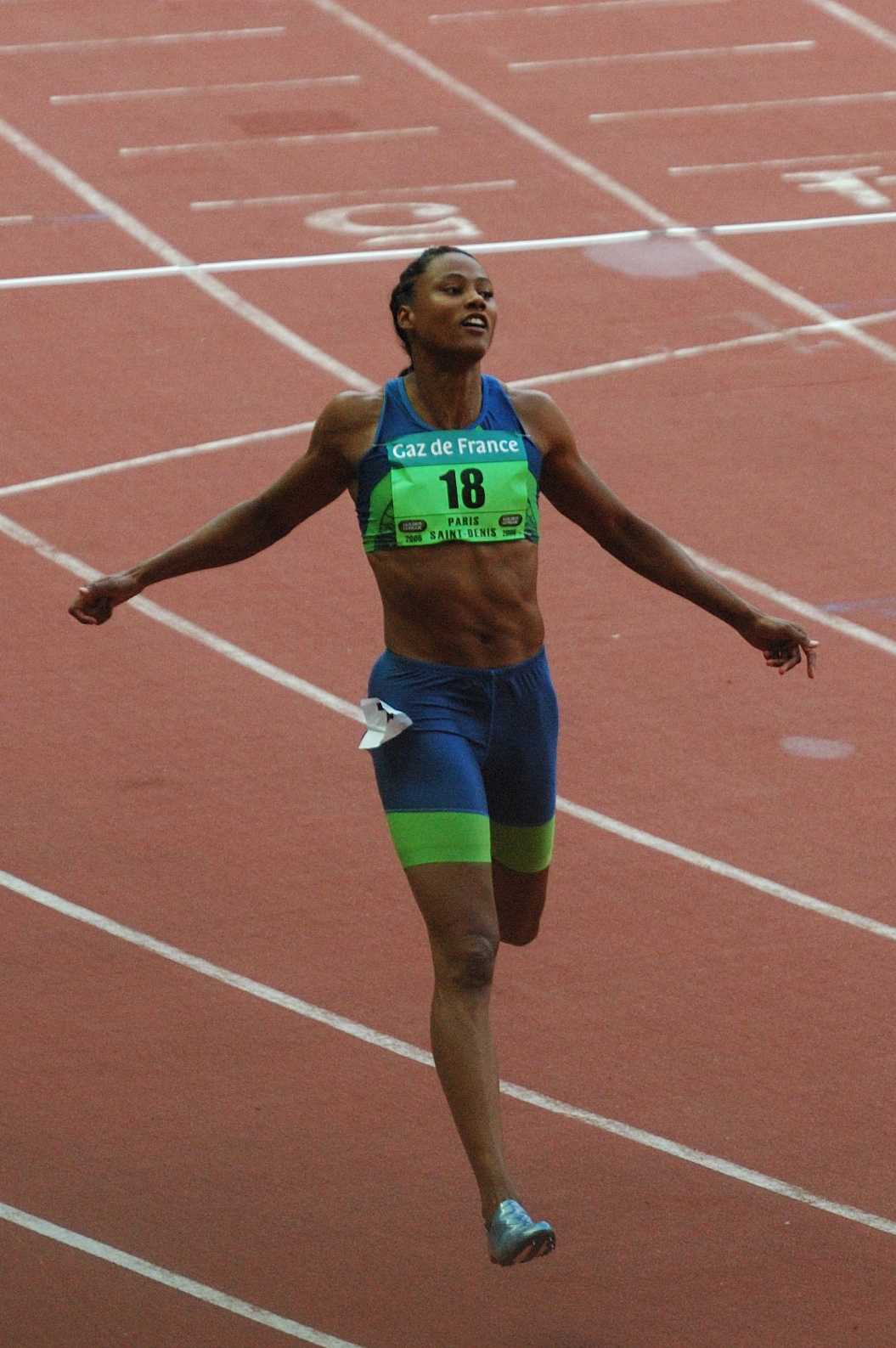
La sprinteuse américaine Marion Jones a avoué en 2007 avoir eu recours au dopage.

En 2011, sur 2000 athlètes interrogés anonymement par des scientifiques, 30 % de ceux qui ont participé aux Mondiaux 2011 et 45 % de ceux qui ont participé aux Jeux panarabes déclarent s'être dopés.
Le dopage en athlétisme est un phénomène ancien. Les premiers cas recensés remontent au début du XXe siècle, lors du marathon olympique de 1904, où l’Américain Thomas Hicks bénéficia d’une injection de strychnine par son entraîneur lors d’une défaillance pendant la course. Cette pratique ne suscite alors aucune indignation et l’utilisation de drogues dans le sport est même saluée. En 1941 à Bâle, le comportement étrange de trois coureurs à l’issue d’un cross mettent en avant le problème de l’absorption d’amphétamines à des fins de résistance à l’effort. Aux Jeux de Londres de 1948, l’excitation et l’énervement d’Emil Zátopek après son arrivée victorieuse du 10 000 m laisse présager aux spécialistes les risques de la prise d’une telle substance. Dans les années 1950, des rumeurs font état d’un dopage organisé aux stéroïdes anabolisants par les athlètes soviétiques, puis par les Américains. Ces soupçons sont d’ailleurs renforcés par l’apparition de nouveaux gabarits à forte musculature dans les stades. Par ailleurs, le fondeur finlandais Lasse Virén fait l’objet de rumeurs à son sujet concernant l’autrotransfusion, technique destinée à améliorer l’oxygénation de l’organisme.
Les années 1970 et 1980 sont marquées par le dopage d’État, en particulier de celui des sportives d'Allemagne de l'Est. Durant cette période, les athlètes féminines de la RDA dominent le monde de l'athlétisme. Les soupçons de dopage qui existent alors sont étayés par les déclarations des quelques rares athlètes à réussir à passer à l'Ouest, comme Renate Neufeld en 1977. Depuis la chute du Mur de Berlin, de nombreuses sprinteuses ont dénoncé ce dopage institutionnalisé. Ainsi, Ines Geipel demanda en 2005 à la fédération allemande de retirer des tablettes ses performances et records. En outre, de nombreuses athlètes germaniques[Lesquelles ?] victimes de « grossesses d’État » quelques années auparavant se sont exprimées au grand jour. À l’instar des gymnastes, ces athlètes auraient été mis enceintes afin de profiter des effets physiologiques liés à la grossesse. Il est toutefois possible qu'il s'agisse d'un « mythe des grossesses dopantes ». Des coureurs de longue distance sont également contrôlés positifs à cette période, notamment des marathoniens convaincus de prise d’anabolisants. En 1993, les stéroïdes sont considérés par des spécialistes comme la cause des décès des athlètes Detlef Gerstenberg et Uwe Beyer. Depuis 1990, le dopage institutionnalisé sous le régime de la République démocratique allemande est avéré, et les performances de certains athlètes sont remises en cause.
Le dopage est depuis cette époque considéré comme une tricherie et à ce titre sanctionnable. Des contrôles antidopage ont été mis en place pour tenter d'enrayer un phénomène que les instances nationales et internationales de l'athlétisme considèrent comme un fléau à la fois pour l'image des disciplines du stade et pour la santé des athlètes. L'IAAF participe à la lutte antidopage en multipliant les contrôles et le suivi des athlètes. Elle adhère par ailleurs au code de l'Agence mondiale antidopage.
Plusieurs athlètes de haut niveau incarnent à eux seuls l'importance du dopage dans l'athlétisme. Par exemple le sprinteur canadien Ben Johnson, après une victoire et un record du monde aux 100 m des Jeux olympiques de 1988 de Séoul, se voit déchu de son titre et de son record pour dopage. Après sa suspension, il est pris une nouvelle fois en 1993 et finit suspendu à vie. En 2004, le scandale du laboratoire pharmaceutique Balco éclate au grand jour. Durant des années, il a fourni à des athlètes de haut niveau des substances interdites, notamment la THG, stéroïde anabolisant indétectable. Après enquête, Victor Conte, le directeur du laboratoire, livre les noms de grands champions tels Tim Montgomery, Dwain Chambers ou Marion Jones. Cette dernière met fin en octobre 2007 à plusieurs années de soupçons et rumeurs en avouant avoir eu recours au dopage,. Elle est condamnée à six mois de prison ferme en janvier 2008 pour parjure. D'autres grandes figures de l'athlétisme ont été sanctionnées par l'IAAF ces dernières années pour dopage. On peut citer notamment le cas du sprinteur Justin Gatlin ou des coureurs de demi-fond Hezekiél Sepeng et Süreyya Ayhan.

## Économie

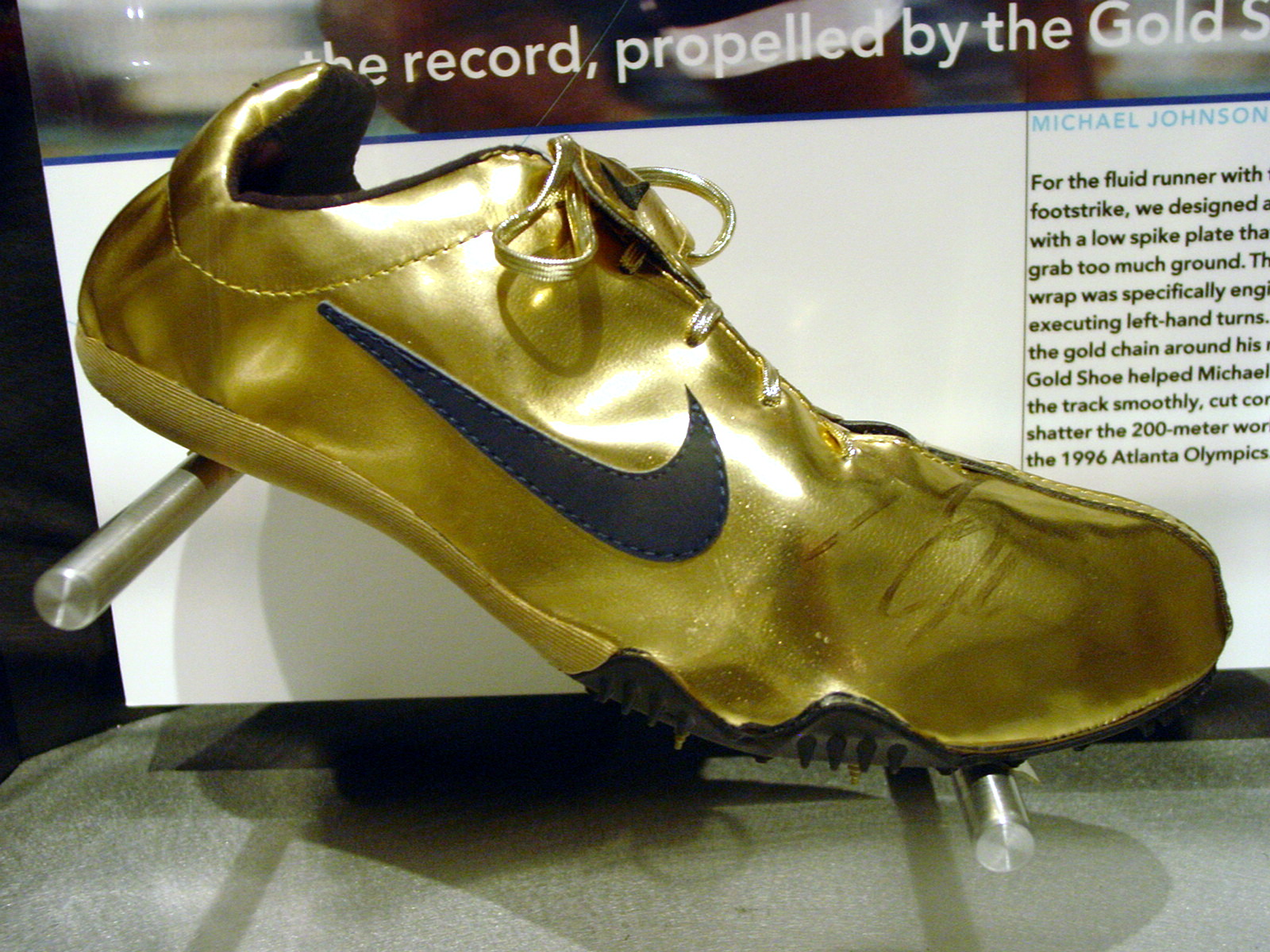
Chaussure dorée portée par Michael Johnson lors des Jeux d'Atlanta. Le marché de la chaussure de sport représente d'énormes enjeux économiques.

Les retombées économiques de l'athlétisme reposent surtout sur les grands événements organisés par l'IAAF. Les Championnats du monde d'athlétisme attirent les spectateurs et les téléspectateurs à travers le monde, et par la même occasion de nombreux sponsors. Aux Championnats du monde 2003 organisés à Paris, une autre compétition se déroule en coulisse, celle des grands équipementiers sportifs mondiaux. Profitant de l'attention suscitée par l'événement, les trois grandes marques du secteur (Nike, Reebok et Puma) choisissent de renforcer le sponsoring auprès des athlètes à forte notoriété afin de promouvoir leurs produits et d'acquérir de nouvelles parts de marché, notamment dans le secteur des chaussures de sport auprès du jeune public. La fédération jamaïcaine d'athlétisme conclut à cette occasion un partenariat privilégié avec la marque allemande Puma. En 2010, Puma reconduit le contrat le liant à Usain Bolt pour 3 ans et 24 millions de dollars, un montant équivalent à celui entre Cristiano Ronaldo et Nike (32 millions de dollars sur 4 ans). Toutefois, les salaires des athlètes restent bien en dessous de ceux touchés dans le football, le basket ou le tennis.
Un grand championnat d'athlétisme permet aujourd'hui à une ville organisatrice de bénéficier d'importantes retombées économiques, par l'intermédiaire de la billetterie, des sponsors et des droits de télévision. Par ailleurs, il représente pour la ville hôte un afflux économique lié à l'industrie du tourisme. Les meetings d'athlétisme attirent également les sponsors, à l'image du Meeting Gaz de France de Saint-Denis dont la manne financière du partenaire principal représente 200 000 € en 2007. Les sponsors du marathon de Paris doivent quant à eux débourser 400 000 €.

## Culture

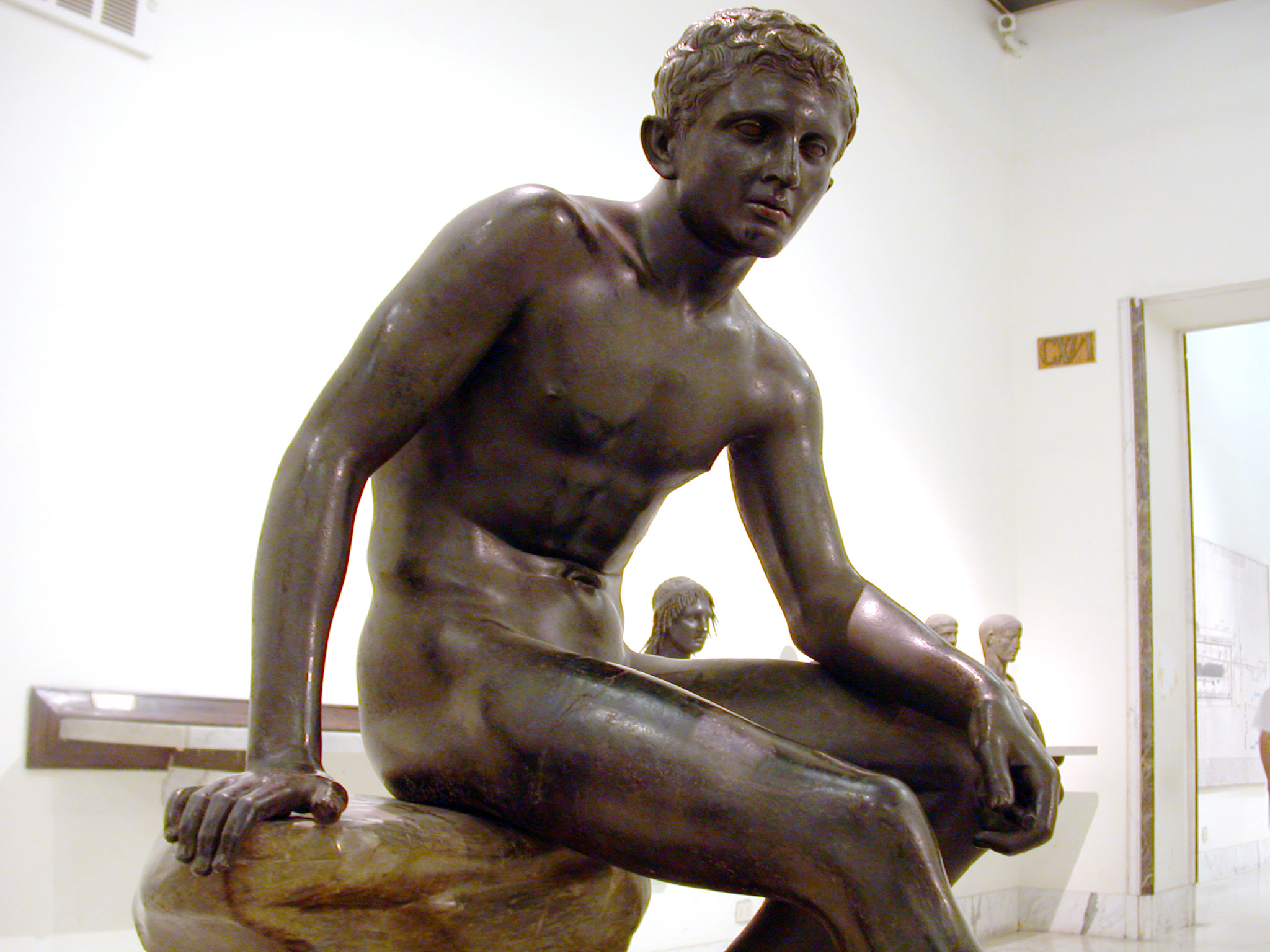
Athlète, copie romaine d'un original attribué à Lysippe.

L'esthétique de la discipline inspire l'école grecque des sculpteurs qui signent de très nombreuses représentations d'athlètes en plein effort. En littérature, les Grecs dédient également nombre de poèmes et autres pièces de théâtre aux athlètes. Le poète Pindare, au premier chef, offre des odes aux principaux vainqueurs olympiques. Le sophiste Hippias d'Élis, Aristote, Ératosthène et Phlegon de Tralle consacrent même du temps à compléter les listes des vainqueurs olympiques, déjà incomplètes au IVe siècle avant notre ère.
De nombreux textes ont mis en avant le thème de l'athlétisme. L'écrivain José-Maria de Heredia fit l'éloge du coureur dans l'une de ses poésies. Au XXe siècle, des auteurs comme Henry de Montherlant (Les Olympiques, 1924), Raymond Boisset, (À vos marques !, 1949) et Yves Gibeau (La Ligne droite, 1956), introduisent l'athlétisme dans la littérature française.
Dans le domaine du cinéma, on citera deux films majeurs ayant pour sujet principal l'athlétisme. Les Dieux du stade de Leni Riefenstahl sur les Jeux olympiques d'été de 1936 et Les Chariots de feu, de Hugh Hudson, qui retrace, de manière romancée, les parcours de l'Anglais Harold Abrahams et de l'Écossais Eric Liddell avant et pendant les Jeux olympiques d'été de 1924 à Paris. De nombreux autres films traitent d'athlétisme, notamment Le Chevalier du stade (1951) où Burt Lancaster campe Jim Thorpe, Prefontaine (1997) et Without Limits (1998) sur la vie de Steve Prefontaine, coureur de fond américain, Le Vainqueur (1980) et Ralph (2004).

## Médias

### Presse écrite
Le Miroir de l'athlétisme fut le journal de référence de l'athlétisme en France. Proche du Parti communiste français, le magazine fut créé au début des années 1960 et compta parmi ses chroniqueurs d'anciennes gloires de l'athlétisme tels Jules Ladoumègue. Aujourd'hui, Athlétisme magazine fait partie des derniers médias écrits spécialisés de la discipline. Aux États-Unis, le magazine Track and Field News fait figure de référence en la matière, et s'autoproclame la « Bible du Sport ».

### Médias audiovisuels
Les grands événements de l'athlétisme peuvent être vus par le téléspectateur en direct ou avec un décalage dans à peu près tous les pays et les territoires de la planète et ils génèrent une audience élevée. La retransmission des championnats du monde d'athlétisme 2003 à Paris (Saint-Denis) a été suivie par des millions de téléspectateurs, dont 5,4 millions en France pour une population d'environ 60 millions d'individus. La présence au sommet de Carolina Klüft, de Christian Olsson a accru l'intérêt en Suède avec 45 heures de diffusion, 2,2 millions de téléspectateurs pour une population de neuf millions d'habitants. L'Allemagne (83 millions d'habitants) a connu une audience maximale de 4,4 millions de téléspectateurs.
Lors des Championnats d'Europe d'athlétisme 2002 à Munich, la Suède a vu au plus 1,8 million de téléspectateurs regarder la retransmission, pour 3,1 millions de téléspectateurs français et 5,9 millions de téléspectateurs allemands. En août 2009, la finale du 200 mètres masculin aux Championnats du monde, remportée par Usain Bolt, a été suivie en France par 4,7 millions de téléspectateurs.
Les épreuves d'athlétisme aux Jeux olympiques de 2012 ont réalisé des audiences record, avec notamment 2 milliards de téléspectateurs pour la victoire de Usain Bolt sur 100 mètres. En France, les finales du 100 mètres et 200 mètres hommes ont réuni respectivement 9,6 et 9,3 millions de téléspectateurs ; celle du 3 000 mètres steeple masculin, 9,3 millions (49,5 % de part de marché) ; tandis que le concours du saut à la perche masculin a été suivi par 8,7 millions de personnes (48,6 % de part de marché). En Grande-Bretagne, 17,1 millions de téléspectateurs ont assisté à la victoire du Britannique Mo Farah sur 10 000 mètres.